# Strada statale 79 Ternana
La strada statale 79 Ternana (SS 79, in alcuni tratti SS 79 bis), detta anche superstrada Rieti-Terni, è una strada statale italiana; rappresenta il principale collegamento stradale tra il ternano e il reatino.
Si tratta di una strada a scorrimento veloce (categoria C1), concepita negli anni sessanta in forma di superstrada a doppia carreggiata per sostituire il precedente tracciato, in seguito riclassificato a strada regionale; In corso d'opera venne ridimensionata a una sola carreggiata. Costruita per lotti a partire dal 1985, è stata terminata nel 2021, a quasi sessant'anni dalla sua concezione.
Fa parte di diversi itinerari di collegamento interregionale: 
- Insieme alla SS 675 Umbro-Laziale costituisce la cosiddetta "trasversale nord del Lazio" Civitavecchia-Viterbo-Terni-Rieti, che collega in direzione est-ovest le quattro principali aree urbane a nord di Roma.[6][7]
- Inoltre, insieme ad altre superstrade (la Rieti-Torano, la superstrada del Liri, la Sora-Cassino e la Telesina), fa parte della cosiddetta "dorsale appenninica" Terni-Benevento,[7][8][9] che collega il nord al sud d'Italia con un percorso alternativo a quello dell'autostrada del Sole e passante per l'entroterra (a Terni la E45 consente di proseguire verso settentrione, mentre a Benevento l'A16 e l'A3 consentono di proseguire verso meridione).
- Infine costituisce il principale collegamento dell'Abruzzo (che vi si immette dalla superstrada Rieti-Torano e dalla statale 17) con l'Umbria,[10] con il versante tirrenico dell'Italia settentrionale (tramite il casello di Orte dell'A1) e con il porto di Civitavecchia sul Tirreno (che in tal modo è connesso con quello di Pescara sull'Adriatico[11]).

Il tracciato storico, che ricalcava l'antica Via Curia, è oggi compreso nella strada regionale 79 Ternana (SR 79) e comprende anche il tratto da San Gemini a Terni (che faceva parte del percorso della statale fino al 2001).

## Storia

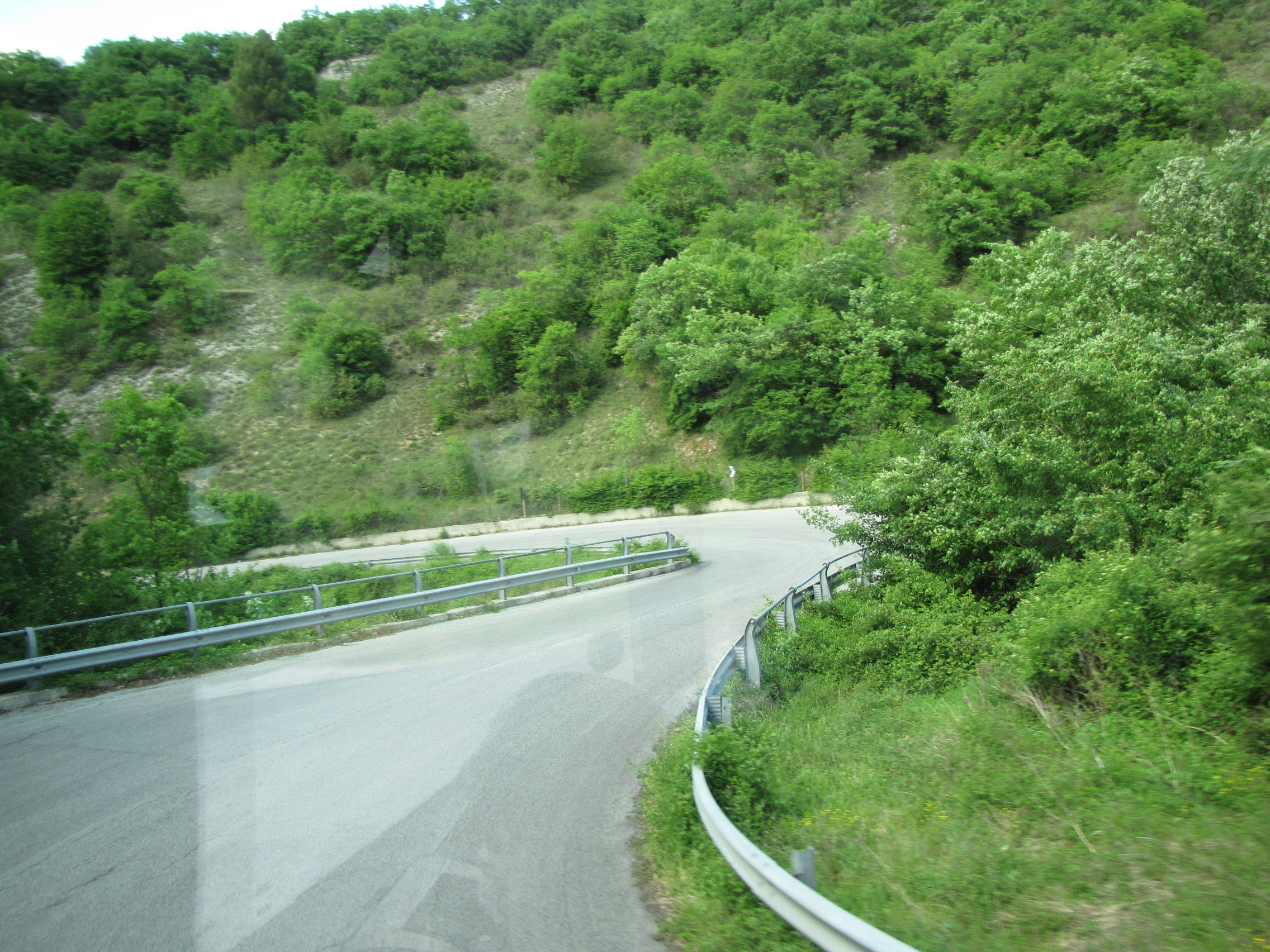
Una delle strette curve della Ternana "vecchia", nei pressi di Colli sul Velino

Già in epoca romana esisteva una strada consolare che univa Rieti a Terni, detta Via Curia. L'importanza nazionale di tale antico asse stradale venne riconosciuta nel 1928, quando venne istituita la "strada statale 79" con il percorso "Orvieto - Todi - Terni - Rieti".
Nel 1938 il suo percorso venne ridotto alla tratta dall'innesto con la nuova SS 3 bis presso Sangemini a Rieti; la tratta da Todi a Sangemini passò a far parte della stessa SS 3 bis, mentre il tratto da Orvieto a Todi andò a costituire la nuova SS 79 bis Orvietana.
Negli anni sessanta venne realizzata una breve variante di tracciato, lunga 2,2 km, che evitò l'attraversamento del centro abitato di Piediluco e dello stretto lungolago.
Nel 2001 il tratto San Gemini-Terni venne declassato a strada regionale, in base al decreto legislativo n. 112 del 1998. Pertanto rimase classificato come strada statale il solo tratto Rieti-Terni.

### L'ideazione della superstrada
Sin dall'Ottocento l'area Umbro-Sabina era stata individuata come sede adatta per infrastrutture di collegamento di rilievo nazionale: infatti la prima linea ferroviaria di collegamento tra Napoli/Roma e Firenze fu quella che passava per Terni, Foligno e Perugia, e per diverso tempo fu considerata priorità nazionale la costruzione della ferrovia Terni-Rieti-Ceprano che avrebbe accorciato la distanza Firenze-Napoli evitando il passaggio per Roma. Tuttavia con la presa di Roma (1870) e la sua elezione a capitale di stato, la zona Umbro-Sabina perse la sua "centralità ferroviaria" (con l'abbandono del progetto della Terni-Rieti-Ceprano, e la deviazione della Roma-Firenze ad Orvieto e Chiusi).
Negli anni cinquanta del Novecento, vista la sempre maggiore importanza che il trasporto stradale andava assumendo a scapito di quello ferroviario, l'Umbria e la Sabina tentarono di riguadagnare, in ambito stradale, la centralità che avevano perduto nell'Ottocento: infatti, nel momento in cui si andava definendo l'assetto della rete autostradale italiana, venne proposto di far passare la principale dorsale nazionale, l'autostrada del Sole, per Perugia, Terni e Rieti. Questa ipotesi, fortemente sostenuta dai parlamentari del collegio elettorale Umbro-Sabino, avrebbe comportato la sostituzione anche della SS 79 Ternana con una moderna autostrada. Tuttavia la proposta non fu accolta, e anche stavolta prevalse il tracciato via Orvieto e Chiusi.
Questa scelta provocò numerose proteste nei territori che rimasero esclusi dall'autostrada (Rieti, l'Umbria, ma anche Viterbo), che pertanto iniziarono a chiedere la realizzazione di interventi "riparatori" di miglioramento e trasformazione in superstrade delle strade statali esistenti, che li collegassero sia l'uno con l'altro, sia alla rete autostradale.
Fu in tale ambito che, all'inizio degli anni sessanta, nacque l'idea di costruire una superstrada tra Rieti e Terni. I maggiori sostenitori dell'idea furono le giunte comunali e provinciali di Rieti, che lo ritenevano un obiettivo fondamentale per lo sviluppo della Sabina, mentre inizialmente la proposta fu accolta con poco calore da parte delle autorità di Terni, che temevano il trasferimento delle industrie Ternane nel nucleo industriale di Rieti-Cittaducale, a causa delle agevolazioni ivi offerte dalla Cassa del Mezzogiorno.

### Approvazione dell'opera
All'inizio degli anni sessanta, i rappresentanti della Sabina, dell'Umbria e della Tuscia formarono un "comitato interregionale permanente per i problemi della viabilità e dei trasporti" e nel corso di varie riunioni furono definite le superstrade di cui chiedere la realizzazione: queste erano la Ancona-Perugia (da cui nascerà il progetto del quadrilatero Marche Umbria), la Perugia-Terni (da cui nascerà il raddoppio della statale 3 bis - E45) e infine la Rieti-Terni-Orte-Viterbo-Civitavecchia (da cui nasceranno la SS 675 Umbro-Laziale e la variante della SS 79). Negli anni seguenti il comitato tornò a riunirsi per sollecitare al ministero dei lavori pubblici la realizzazione di tali interventi.
Parallelamente, i parlamentari locali si attivarono per portare in parlamento delle interrogazioni che sollevassero il problema della depressione economica che interessava le aree interne dell'Italia centrale, in particolare dell'Umbria e dell'alto Lazio, anche a causa della carenza di vie di comunicazione: un primo dibattito parlamentare ebbe luogo nel febbraio del 1960, un secondo nel 1966, e un altro nel novembre del 1968. Tra i protagonisti di questa opera di convincimento ci furono i deputati democristiani umbri Filippo Micheli, Luciano Radi e Vinicio Baldelli, e il reatino Franco Maria Malfatti.
Le pressioni ebbero l'esito sperato: il governo Rumor II decise di appoggiare la proposta e il 20 gennaio 1970 il CIPE inserì la Civitavecchia-Viterbo-Orte-Terni-Rieti nel programma delle costruzioni autostradali.
Nel 1970 l'ANAS realizzò e approvò un progetto di massima del tratto Rieti-Terni, che prevedeva una lunghezza di circa 40 km e un costo stimato di 18,9 miliardi di lire.
Nel gennaio del 1973 venne proposta dal Comitato Regionale Programmazione Economica la realizzazione di un'autostrada Attigliano-Viterbo-Palidoro, in sostituzione della Orte-Civitavecchia; la proposta era prediletta dalla corrente andreottiana della DC, ma suscitò forti proteste, l'opposizione del Partito Comunista, e a Rieti persino una grande manifestazione di protesta, che infine portarono ad abbandonarla e a tornare al progetto iniziale della Civitavecchia-Rieti.
Nel 1974 il bilancio della regione Lazio contemplò un primo stanziamento per la realizzazione della superstrada.

### Realizzazione del tratto laziale (anni '70 - 1995)
Il primo tratto della superstrada a venire realizzato fu quello compreso all'interno del territorio della provincia di Rieti (Rieti - confine di regione presso Piè di Moggio).

#### Ilprogetto Malaspinae l'opposizione ambientalista
Nella seconda metà degli anni settanta era opinione unanime della politica locale reatina che la superstrada Rieti-Terni fosse una delle maggiori priorità per arrestare la crisi economica del territorio; in particolare, furono grandi sostenitori del progetto la giunta comunale di centro-sinistra del sindaco Ettore Saletti e il presidente della provincia di Rieti, il socialista Bruno Vella. Pertanto venne deciso di intraprendere la progettazione del tratto all'interno del territorio provinciale reatino, separatamente dal tratto ricadente nella provincia di Terni (più complesso e costoso, che presentava più alternative di tracciato su cui non era ancora stata presa una scelta definitiva).
Insieme alla superstrada Rieti-Terni, venne avviata anche la progettazione della variante di Rieti al tratto urbano della strada statale Salaria, con la costruzione di un nuovo tracciato a due corsie per senso di marcia lungo circa 11 km da San Giovanni Reatino a Santa Rufina di Cittaducale, in modo da costituire una sorta di tangenziale sud di Rieti sulla quale si sarebbe innestata la superstrada Ternana, che da lì avrebbe iniziato il suo percorso verso Terni.

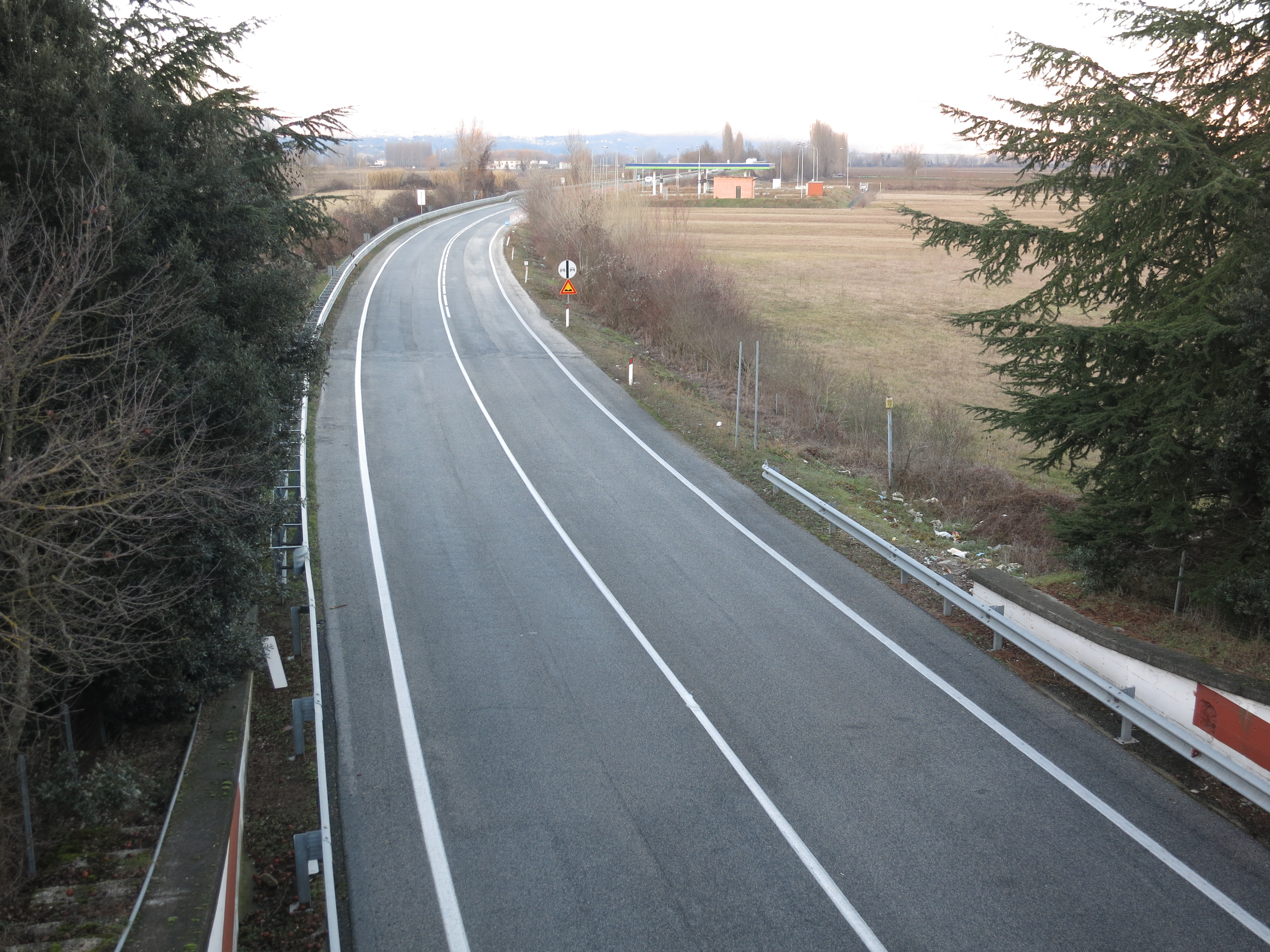
La superstrada allo sbocco nord della galleria Terria

Alla fine degli anni settanta, la giunta provinciale di Bruno Vella fece realizzare un primo progetto di massima per la Rieti-Terni, detto "progetto Malaspina". Questo progetto prevedeva una superstrada a doppia carreggiata, con due corsie per senso di marcia separate da spartitraffico (tipo III della norma CNR 78/80). Il tracciato seguiva il corso del fiume Velino, attraversando la Piana Reatina in diagonale, da sud-est (Rieti) a nord-ovest (Repasto); da Repasto a Moggio, dove la valle si restringe, prevedeva il passaggio allo scoperto, a fianco della ferrovia Rieti-Terni. In attesa della definizione del tracciato da seguire nella provincia di Terni, la superstrada fu progettata per terminare a Piè di Moggio, innestandosi sulla strada provinciale n. 1 a pochi metri dal confine regionale, e a 6,5 km da Marmore dove il traffico si sarebbe immesso sulla vecchia statale 79 per Terni.
L'opera fu divisa in tre lotti: Moggio (confine con l'Umbria) - Sellecchia (svincolo di Greccio), Sellecchia-Terria, e Terria-Rieti.
L'intenzione iniziale era di procedere subito con la gara d'appalto, ma ben presto il progetto Malaspina iniziò ad attirare una consistente ostilità. Sopraggiunsero infatti forti critiche da parte di gruppi ambientalisti ed ecologisti, che ritenevano eccessivo l'impatto ambientale del progetto sulla Piana Reatina, un'area di grande pregio sia agricolo che ambientale (la cui parte settentrionale è una zona umida che di lì a breve sarebbe diventata la riserva naturale parziale dei Laghi Lungo e Ripasottile). Gli ambientalisti criticavano in particolare l'eccessiva vicinanza del tracciato con il corso del fiume Velino, la scelta di attraversare la pianura nel mezzo anziché rimanere ai suoi margini (con la conseguenza di provocare una cesura tra la parte a est e quella a ovest, e un maggiore impatto visivo/paesaggistico); inoltre temevano che l'opera avrebbe indirizzato l'espansione urbana di Rieti nella parte ancora rurale della pianura, e che la superficialità della falda avrebbe compromesso tanto l'ecosistema quanto la staticità delle opere. Oltre al tracciato, gli ambientalisti attaccavano anche l'opera in sé, ritenendo che la superstrada non fosse necessaria e che sarebbe stato sufficiente mettere in sicurezza la strada esistente.
Erano contrari all'opera anche i maggiori proprietari terrieri, rappresentati da Confagricoltura e Coldiretti: infatti il tracciato sarebbe passato nella parte più fertile della Piana Reatina, intensamente impiegata per l'agricoltura e la zootecnia, costringendo i proprietari a subire l'esproprio di terreni agricoli di grande valore economico (secondo L'Unità, oltre cento ettari in totale).
L'insorgenza di queste contrarietà fece vacillare i partiti del pentapartito che amministravano gli enti locali, i quali, nel tentativo di non perdere né i voti dei favorevoli né quelli dei contrari, iniziarono ad adottare un incoerente atteggiamento trasformistico: sui diversi temi (scelta del tracciato, finanziamento dell'opera, avvio delle procedure d'appalto) a Rieti i partiti si dichiaravano sempre favorevoli, mentre nel parlamento di Roma spesso votavano contro. In particolare, vennero accusati di sostenere sottobanco gli interessi degli agrari, il MSI e il PSDI, gran parte della DC, e frange del PSI e del PRI.

#### L'appalto (1982) e i problemi ministeriali e giudiziari

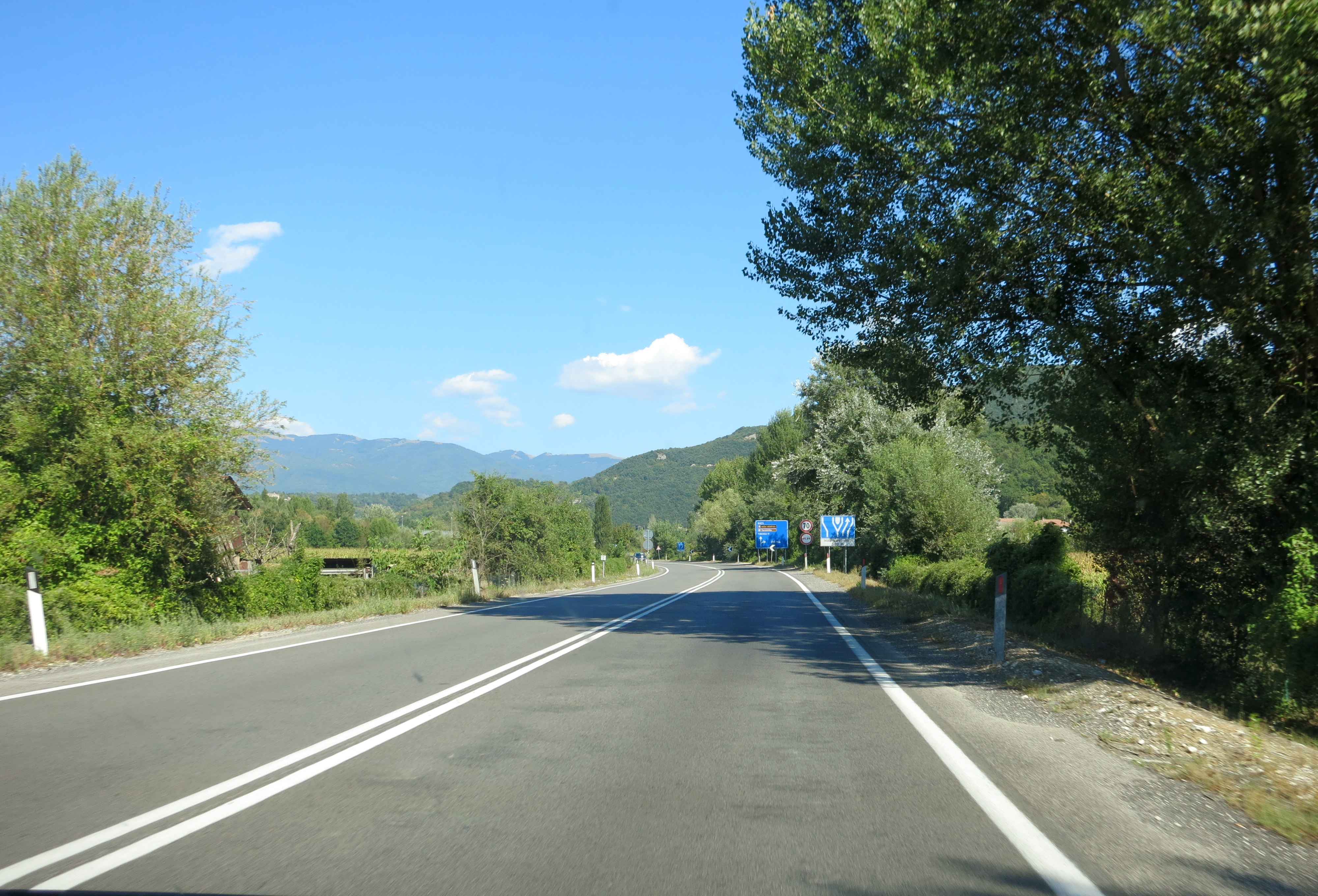
Gli ultimi metri della superstrada, in direzione Rieti, prima dell'innesto con la statale 4 Via Salaria

Nonostante le critiche, nel 1982 si svolse la gara d'appalto, che fu aggiudicato a una ditta di Roma. L'esito della gara tuttavia fu contestato e, per timore di interventi della magistratura, la società aggiudicataria rimandò l'avvio dei lavori.
In seguito all'appalto, la polemica sull'impatto ambientale si fece più forte e assunse carattere nazionale: le associazioni ambientaliste (Italia Nostra, WWF Italia) criticarono aspramente la decisione, e chiesero che il ministero per i beni culturali e ambientali intervenisse per bloccare l'apertura dei cantieri. La richiesta fu accolta e nel 1982, per ordine del ministero, fu bloccata la procedura d'appalto dei due lotti Moggio-Sellecchia e Sellecchia-Terria.
L'opera subì anche ritardi nei finanziamenti: all'approvazione del piano ANAS, in parlamento, i partiti di maggioranza ridimensionarono i finanziamenti destinati alla Rieti-Terni, con l'unica opposizione del deputato comunista Franco Proietti.
Oltre a quella degli ecologisti, la costruzione della superstrada ricevette anche l'attenzione della magistratura. Si interessò del caso in particolare il pretore di Rieti Ugo Paolillo, che fu definito da L'Unità «l'alfiere dei diritti ambientali» dei cittadini reatini. Pertanto, negli anni successivi, la costruzione della superstrada fu paralizzata da due ricorsi al TAR, giudizi del consiglio di Stato, e persino indagini sulla legittimità dei finanziamenti.
L'insieme di questi fattori fece sì che, nei tre anni successivi all'appalto, i lavori non ebbero inizio.

#### Inizio dei lavori (1985) e ridimensionamento a SSV
Risolti i problemi con l'appalto, nella primavera del 1985 ebbero inizio i lavori nei cantieri; nel lotto Moggio-Sellecchia, il meno contestato dei tre, si iniziò a realizzare il rilevato nei tre chilometri prima di Repasto, mentre negli altri lotti si provvide solamente a picchettare il sedime.
L'avvio dei lavori, però, fece insorgere le associazioni ecologiste: il segretario nazionale del WWF Italia, Fulco Pratesi, presentò un esposto in cui chiedeva il sequestro del cantiere, poiché nella legge Galasso (emanata da poco tempo, l'8 agosto di quell'anno) la zona risultava compresa tra quelle protette. La richiesta fu accolta dal pretore di Rieti Paolillo, che mise sotto sequestro giudiziario il cantiere dei lotti Moggio-Sellecchia e Sellecchia-Terria. Si continuò allora a lavorare nel lotto rimanente, ma il 19 settembre 1985 il sottosegretario ai beni culturali Giuseppe Galasso in persona ordinò con un telegramma la sospensione dei lavori; a segnalare il caso al sottosegretario e a chiederne l'intervento, fu il senatore socialista reatino Luigi Anderlini.
Queste nuove difficoltà portarono gli enti competenti alla decisione di accogliere le richieste degli ambientalisti, rivedendo radicalmente il progetto con una corposa variante in corso d'opera.
A chiedere questa modifica progettuale era stata in primo luogo la provincia di Rieti, guidata dal democristiano Giovanni Antonini, che già nella primavera del 1985 aveva chiesto all'ANAS questa revisione. Inoltre, in occasione dell'ordine di sospensione dei lavori, anche il sottosegretario Galasso invitò l'ANAS a «una rinnovata valutazione delle questioni legate alla Rieti-Terni».

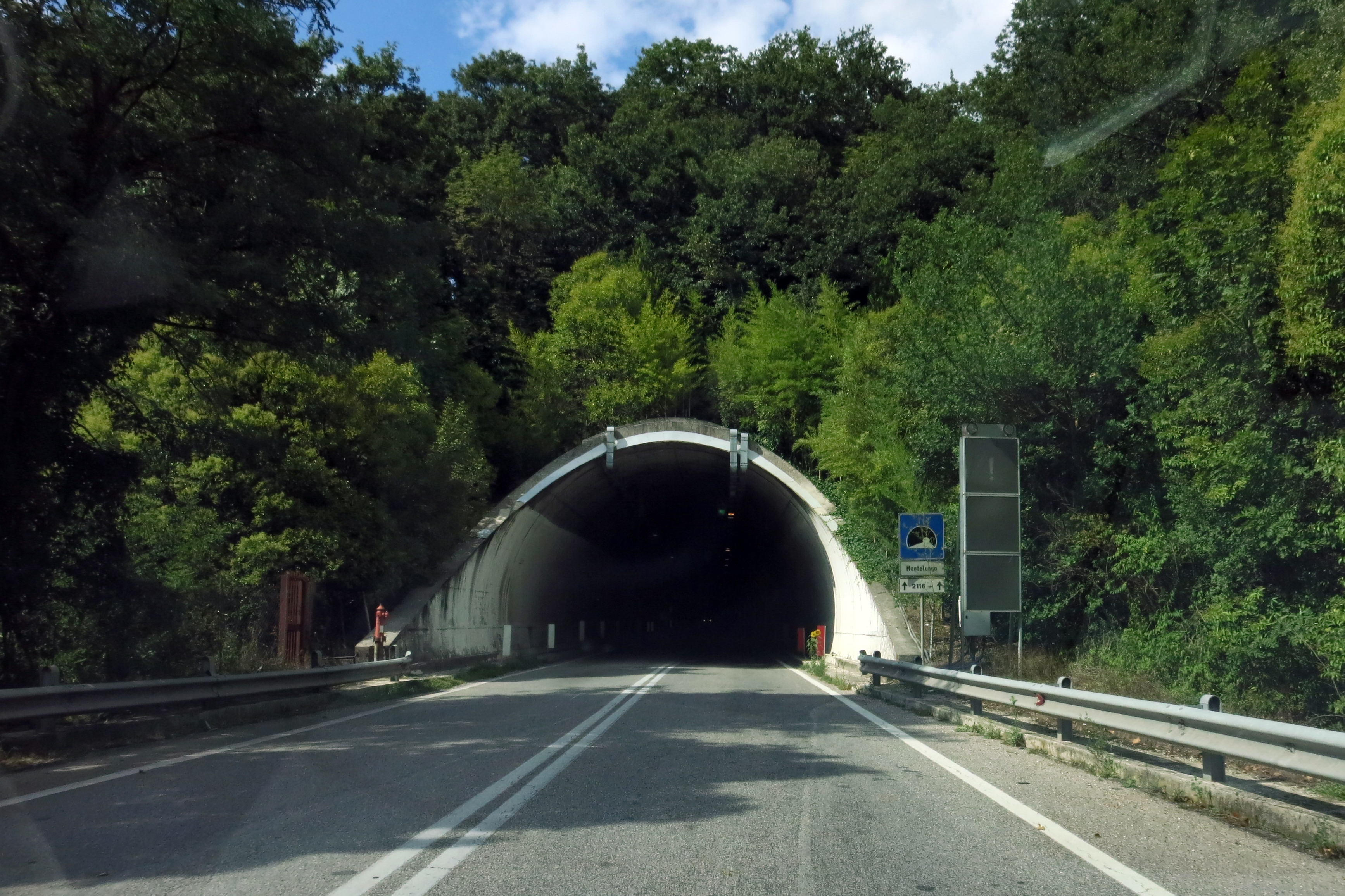
La galleria Montelungo (2,1 km), inserita per evitare il passaggio della superstrada a fianco del fiume Velino

Fu così che l'ANAS decise di abbandonare il progetto Malaspina, modificandolo radicalmente. Le modifiche riguardarono:
- il cambiamento della tipologia della strada da superstrada a doppia carreggiata (tipo III della norma CNR 78/80), ossia due corsie per senso di marcia con spartitraffico, a strada a scorrimento veloce o S.S.V. (tipo IV della norma CNR 78/80), ossia una sola carreggiata senza spartitraffico con una corsia per senso di marcia, per ottenere una riduzione della sezione stradale da 18,60 a 10,50 metri;
- lo spostamento del tracciato dal centro della pianura verso la fascia pedemontana, piegando la linea retta Rieti-Sellecchia con una curva che avvicinava il tracciato a Contigliano. In tal modo la superstrada avrebbe seguito il bordo sud-ovest della Piana Reatina, ai piedi dei monti Sabini che la delimitano, in un'area meno intatta e caratterizzata già dalla presenza della ferrovia Terni-Rieti,[34] con il risultato di rimanere ai margini della pianura e di compromettere in minor misura il colpo d'occhio;
- nel tratto Repasto-Moggio, la rinuncia al passaggio allo scoperto in favore del passaggio in tunnel sotto la montagna che delimita la valle, con l'inserimento della lunga galleria Montelungo di 2,1 km, allo scopo di evitare il passaggio della superstrada a ridosso del fiume Velino, il danno paesaggistico e l'occupazione di terreno agricolo;
- furono inoltre adottati altri accorgimenti quali la riduzione dell'altezza dei rilevati (rendendoli quasi a raso, se non dove si dovevano scavalcare corsi d'acqua o altre strade), la piantumazione di alberi che nascondessero la superstrada dalla vista, e l'adozione di svincoli a diamante per evitare l'impatto visivo del cavalcavia e la maggiore occupazione di suolo richiesti da uno svincolo a trombetta.

Tutte queste modifiche erano state invocate in precedenza dalle associazioni ambientaliste (Italia Nostra, WWF Italia) e dal quotidiano L'Unità.
Questa scelta, tuttavia, causò anche una cospicua diminuzione della funzionalità dell'opera. Innanzitutto, la riduzione ad una sola carreggiata comportò una possibilità di sorpasso notevolmente minore (manovra che, nelle strade a una carreggiata, è vietata nelle curve, nei dossi e all'interno delle gallerie). Questa limitazione è ulteriormente esacerbata da altri aspetti della variante in corso d'opera:
- il tracciato maggiormente curvilineo rispetto al progetto precedente;
- l'inserimento di 2,4 km di tratti in galleria (dove il sorpasso è vietato) invece che allo scoperto come prevedeva il progetto precedente;
- la volontà di mantenere al minimo l'altezza dei rilevati (che portò a un profilo altimetrico ondulato nonostante l'orografia totalmente pianeggiante, con dossi in corrispondenza dello scavalco di ogni fosso o strada poderale, in corrispondenza dei quali il sorpasso è vietato);
- l'inserimento di una serie di curve di raggio limitato nel tratto di Terria (che comportano divieto di sorpasso e limite ridotto a 70 km/h).

Il risultato è che, sui 18 km del tratto di superstrada in questione, ben 13,4 km (quasi tre quarti) sono sottoposti a divieto di sorpasso. La circostanza si rivelerà ancor più penalizzante nel tratto umbro della superstrada (realizzato in seguito), per gran parte in galleria e in salita, dove i mezzi pesanti provocano frequenti code.
Inoltre la scelta di accostare la superstrada a Contigliano comportò un allungamento del percorso pari a 2,5 km e l'impossibilità di servire i quartieri settentrionali della città di Rieti (costretti a recarsi alla periferia sud prima di poter imboccare la superstrada in direzione nord). Per di più, nonostante il nuovo progetto prevedesse un'opera dimezzata nella carreggiata e nella sua funzionalità, il suo costo rimase circa lo stesso del progetto precedente (a doppia carreggiata), per via delle maggiori spese derivanti dal percorso più lungo, dalla fornitura di alberi da parte di aziende vivaistiche, e soprattutto dall'aggiunta delle due gallerie Montelungo e Terria. Infine, il dimezzamento di carreggiata ha creato una strozzatura nel corridoio Civitavecchia-Rieti, che impedisce all'opera di essere considerata un tutt'uno: a differenza del tratto Terni-Rieti, il tratto Terni-Civitavecchia, costituito dalla statale 675, era già stato realizzato con doppia carreggiata.

#### Ripresa dei lavori (1986) e completamento (1995)

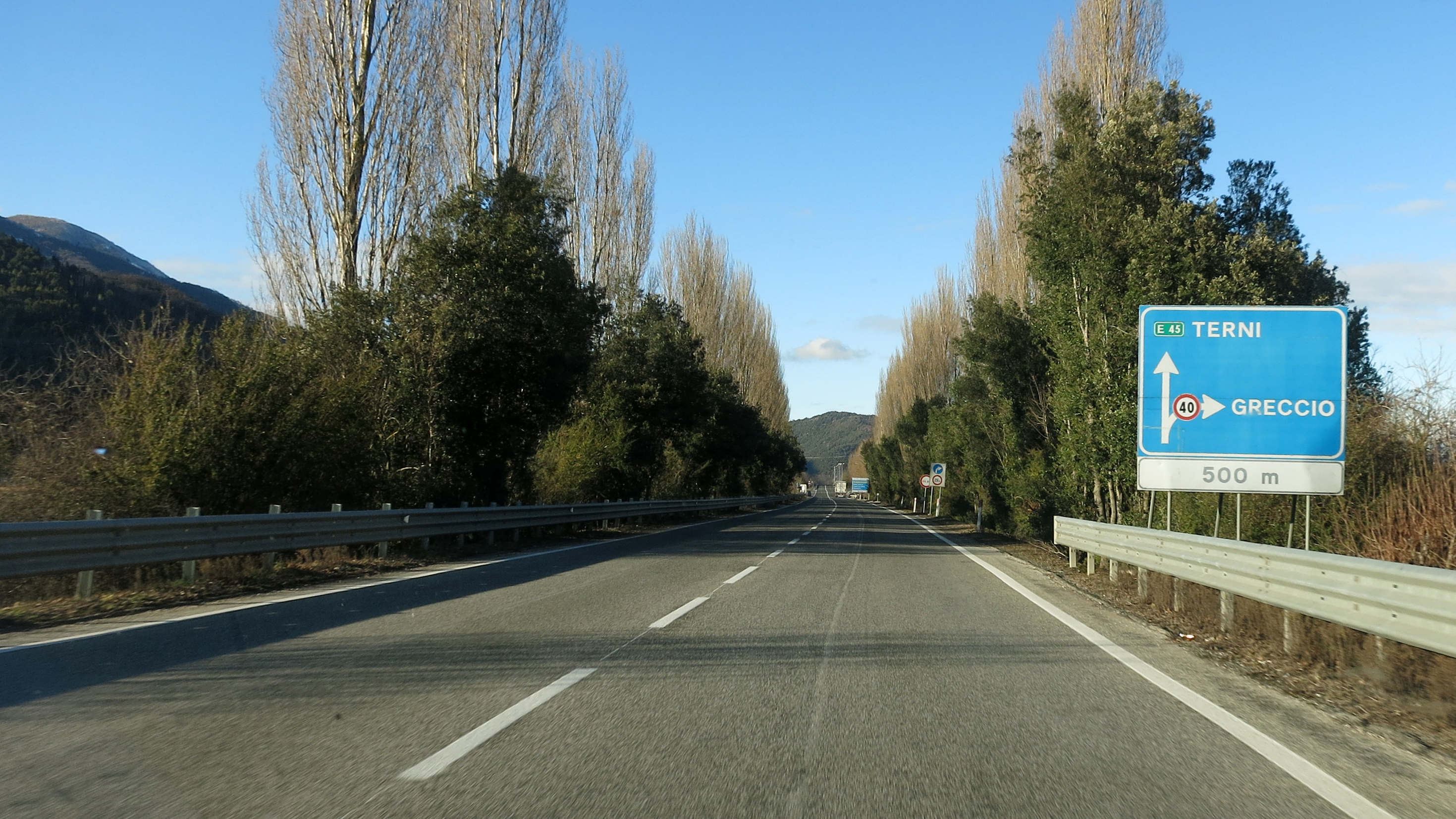
La superstrada nei pressi di Sellecchia

Nell'autunno del 1985 un nuovo telegramma del ministero dei beni culturali consentiva di riprendere i lavori, in ragione delle «varianti migliorative» apportate al tracciato. Al contrario, le associazioni ecologiste ritenevano che il nuovo tracciato fosse ancora troppo impattante e che mantenesse i difetti del precedente. Tuttavia per diversi mesi si esitò a riprendere i lavori perché, per timore di nuove iniziative da parte della magistratura, furono effettuati nuovi accertamenti per assicurarsi del rispetto della legge Galasso; infine i lavori ripresero nel maggio del 1986, nel lotto Terria-Rieti (l'unico non sottoposto a sequestro).
Nell'aprile del 1987 i lotti Moggio-Sellecchia e Sellecchia-Terria furono dissequestrati, per azione del tribunale della libertà che annullò il decreto del pretore Paolillo; pertanto i lavori poterono riprendere anche in questi due cantieri.
In seguito al dissequestro, Paolillo rilasciò delle dichiarazioni in cui attaccava la classe politica, affermando che l'attività giudiziaria a tutela dell'ambiente fosse risultata scomoda perché andava a ledere personaggi che avevano nella superstrada interessi e tornaconti personali ed elettorali, e manifestò la convinzione che, nella Piana Reatina, l'edificabilità dovesse essere soltanto un'eccezione. Queste dichiarazioni fecero insorgere i senatori Vella e Ianni, i quali chiesero al ministero della giustizia che Paolillo venisse trasferito per incompatibilità ambientale; il consiglio superiore della magistratura inviò a Rieti degli ispettori e aprì un provvedimento disciplinare nei confronti del magistrato, che però non individuò profili di colpa nel suo comportamento e si concluse con l'archiviazione.
I lavori nei cantieri si conclusero nel gennaio del 1994. Ciononostante, per diverso tempo il tratto di superstrada realizzato rimase chiuso al traffico, un fatto che all'epoca scatenò allarme circa l'eventuale presenza di errori progettuali o di problemi di staticità dei terreni; l'effettiva messa in esercizio del tratto laziale della superstrada ebbe luogo solo il 20 aprile 1995.
Vennero così completati 19 km della superstrada, pari a circa due terzi del percorso totale. In quella occasione il tratto Rieti-Marmore del tracciato storico venne declassificato, mentre entrarono a far parte del percorso della statale 79 il tratto di superstrada Rieti-Piè di Moggio appena realizzato e anche il tratto di strada provinciale Piè di Moggio-Marmore, con le chilometriche da Marmore in poi riviste per corrispondere alla minore lunghezza del nuovo tracciato. La variante di Rieti alla SS4 Salaria, su cui la Rieti-Terni si innestava, era già stata inaugurata nel 1993, mentre per la galleria Colle Giardino (variante alla Via Salaria in direzione Roma) si dovette aspettare il 2003.

### Realizzazione del tratto umbro (anni '70 - 2021)

#### Progettazione
Rimaneva ancora tutto fermo, invece, sul lato umbro. Per il tratto Piè di Moggio-Terni, ad inizio anni settanta erano stati realizzati i due progetti Aguzzi (che prevedeva il passaggio ad est della città di Terni) e Corsini-Santucci (che prevedeva di circonvallare la città sul lato sud-ovest); inizialmente la scelta cadde sul progetto Aguzzi, ma successivamente gli fu preferito un terzo progetto realizzato dal compartimento ANAS di Perugia (progetto preliminare n. 19011), simile ma caratterizzato da minore lunghezza, che venne approvato dal consiglio di amministrazione dell'azienda il 22 novembre 1977.
Tuttavia, negli anni successivi si formò un vasto movimento di opinione (formato da associazioni ambientaliste come Italia Nostra) che si opponeva al progetto dell'ANAS, sostenendo che questo avrebbe avuto un eccessivo impatto sulla Valnerina e sulla cascata delle Marmore. Per questo motivo, nel piano urbanistico territoriale approvato nel 1983, la regione Umbria bocciò sia il progetto Aguzzi che quello dell'ANAS e formulò un nuovo tracciato radicalmente diverso, che avrebbe avuto inizio a ovest di Terni, in corrispondenza dell'intersezione tra SS675 ed E45, per poi passare a sud della città, con un tracciato simile a quello del progetto Corsini e della ferrovia Rieti-Terni.

#### Il primo avvio dei lavori (1993) e il ripensamento
Seguendo il tracciato indicato dalla regione, nel 1985 l'ANAS redasse il progetto preliminare n. 13309 che fu approvato l'anno successivo. Sul finire del 1989 venne completato il progetto definitivo per i primi due lotti (dall'innesto con la E45 alla strada vicinale Ponte San Lorenzo), ma l'appalto si concluse solo nel novembre del 1991 e si dovette aspettare la giunta Ciaurro per vedere i primi cantieri, che furono consegnati alla ditta costruttrice il 5 febbraio 1993. Tuttavia si trattò di una falsa partenza: quando i lavori erano completi per oltre il 35% e si erano già spesi 128 miliardi di lire, intervennero dei ripensamenti sul progetto (che già in precedenza era stato criticato dai rappresentanti reatini, in quanto avrebbe avuto un tracciato lungo il triplo e costi molto superiori rispetto all'ipotesi "orientale"); i finanziamenti vennero pertanto revocati e i lavori si fermarono per mancanza di fondi.
Erano stati realizzati in totale due chilometri di superstrada a doppia carreggiata (comprensivi di uno svincolo a quadrifoglio con la E45, di uno scavalco della ferrovia e di un lungo viadotto translacustre), che hanno inizio dall'intersezione tra SS675 ed E45, e terminano in aperta campagna in corrispondenza della "strada vicinale delle Campore". A causa del ripensamento, questo tratto rimase "monco" e privo di prosecuzione; è tuttora visibile e in esercizio, e riporta ancora la denominazione di "Terni-Rieti" nonché un'erronea cartellonistica che indica di percorrerlo per raggiungere Rieti.
Contrariamente a quanto fatto sul lato reatino, la nuova strada Terni-Marmore non è stata classificata come statale 79, in sostituzione di quella vecchia: venne invece classificata come strada statale 79 bis, senza declassare la vecchia strada Terni-Marmore che, insieme al tratto di superstrada reatino (Marmore-Rieti), continua ad essere gestita da ANAS come strada statale 79. Mentre la strada statale 79 ha una progressiva chilometrica che inizia da Rieti, quella della statale 79 bis ha inizio da Terni, con le due chilometriche che si incrociano in corrispondenza del confine regionale.

#### Avvio definitivo dei lavori (2006)
Per alcuni anni l'opera sembrò destinata a rimanere incompiuta, ma sul finire del decennio il suo iter ripartì (anche grazie alla spinta della ThyssenKrupp, che acquisì le acciaierie di Terni e individuò nel miglioramento dei collegamenti viari una condizione indispensabile per investire nello stabilimento). Tra le nuove ipotesi di tracciato poste sul tavolo, nella primavera del 2000 la giunta comunale Raffaelli avanzò la proposta poi divenuta definitiva, che prevedeva il passaggio ad est di Terni e lo scavalco della Valnerina in viadotto. L'ipotesi fu appoggiata dal ministro dei lavori pubblici (il ternano Micheli) e nel 2000 l'ANAS realizzò il progetto preliminare, approvato l'11 novembre dello stesso anno. Contemporaneamente il governo Berlusconi II inserì la parte mancante dell'opera (tratto Terni-confine regionale) tra le infrastrutture ritenute strategiche, disciplinate dalla legge Obiettivo.
Nel 2003 il progetto definitivo venne completato e approvato dal CIPE, e l'intero importo dei lavori (pari a 234,7 milioni di euro) venne finanziato dall'ANAS nell'ambito del "Piano Straordinario 2003", tramite l'utilizzo di residui passivi recuperati dai bilanci degli anni precedenti. Nel 2005 si svolse la gara d'appalto, che fu vinta dalla Tecnis per mezzo dell'apposita cooperativa "Ternirieti scarl"; il 17 marzo 2006 il consiglio d'amministrazione dell'ANAS approvò il progetto esecutivo e il 31 ottobre 2006 il cantiere venne consegnato all'impresa, che avviò i lavori.
Il primo tratto di 3,3 km, tra Terni (innesto con la SS 675) e lo svincolo Valnerina, venne inaugurato e aperto al traffico il 28 luglio 2011. Il lotto comprende una galleria (Tescino, di 1 545 metri), tre viadotti, e uno svincolo che la collega alla statale 209 Valnerina con la rampa di accesso realizzata da una galleria ascendente (tunnel Libero Liberati, 1 018 metri di lunghezza e circa 100 di dislivello). La sua apertura permise al traffico passante di non attraversare l'abitato di Terni.
Il tratto più importante, che consente l'effettivo superamento del dirupo delle Marmore, venne inaugurato il 10 dicembre 2013. Il lotto, che si estende per 4,7 km tra lo svincolo Valnerina e Marmore, comprende le due principali opere d'arte della superstrada: la galleria di valico "Valnerina" (3 694 metri) e il ponte ad arco "delle Marmore" (lungo 300 metri e alto 90), che in unica campata scavalca l'intera valle del fiume Nera. La sua apertura al traffico permise un drastico abbattimento dei tempi di percorrenza: nel tratto Terni-confine regionale il vecchio tracciato (pieno di curve e passante per l'abitato di Marmore) richiedeva 50-60 minuti, quello nuovo poco più di 15.

#### Tratto galleria Valnerina-confine regionale
L'ultimo tratto previsto nell'appalto del 2005, lungo circa 2 km, va dallo sbocco sud della galleria Valnerina al confine di regione con il Lazio e comprende lo svincolo per Piediluco-Marmore.
Il progetto definitivo originario prevedeva che la galleria Valnerina proseguisse oltre la montagna che delimita la valle, in modo da attraversare per via sotterranea il fiume Velino, la ferrovia Terni-Rieti e la viabilità locale (minimizzando l'impatto visivo e rendendo più regolare l'andamento altimetrico). Tuttavia, in fase di approvazione del progetto esecutivo, emersero numerose difficoltà tecniche derivanti da questa soluzione: le indagini geologiche evidenziarono problemi di consolidamento dei terreni e interferenze con la falda idrica, mentre RFI ritenne che il progetto non garantiva adeguata stabilità al binario ferroviario. Pertanto si decise di apportare una variante in corso d'opera (approvata dal CIPE nel 2011 e nel 2013) con cui si rinunciava all'attraversamento in subalveo e si ricorreva a un più tradizionale attraversamento in viadotto (battezzato "Velino", composto da nove campate e lungo 500 metri). Questa modifica comportò la necessità di modificare il tratto finale della galleria Valnerina e di spostare lo svincolo di Piediluco/Marmore; inoltre, essendo il punto di attraversamento del fiume arretrato di circa un chilometro verso sud, il corrispondente tratto di rilevato (ormai realizzato) non era più necessario, e si decise di utilizzarlo per deviarci la parallela strada provinciale 62, mentre il sedime originario di quest'ultima fu riadattato a canale di raccolta delle acque meteoriche.

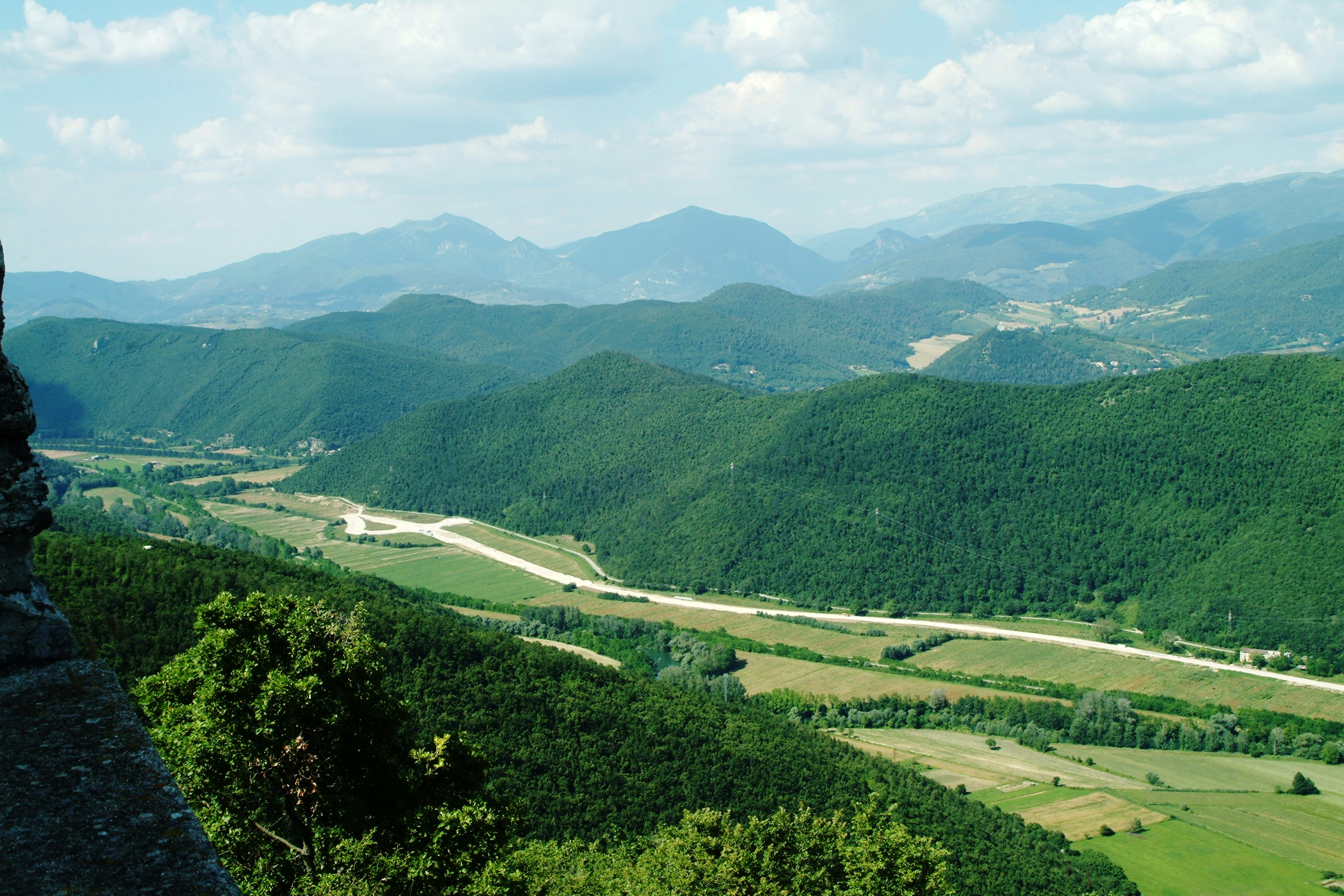
I lavori del tratto galleria Valnerina-confine regionale fotografati nel 2008, con il rilevato già realizzato e il sedime dello svincolo di Marmore (prima che fossero modificati con la variante in corso d'opera)

Il completamento dei lavori era previsto entro la fine del 2015. Tuttavia in quello stesso anno la società esecutrice Tecnis fu coinvolta nell'inchiesta giudiziaria "Dama Nera" (relativa a episodi di corruzione all'interno dell'ANAS) e fu sequestrata per supposti legami con organizzazioni mafiose, eventi che la portarono prima a gravi difficoltà economiche e poi ad essere commissariata e messa in amministrazione straordinaria. In conseguenza di ciò, il cantiere subì dapprima un notevole rallentamento, e a fine 2015 (quando i lavori erano giunti al 94,9%) i lavori furono completamente interrotti.
Inizialmente l'ANAS decise di non rescindere il contratto (in ragione della piccola entità dei lavori rimasti, e del lungo tempo che avrebbe richiesto la revoca e la nuova gara d'appalto) ma di tentare di ultimare il lotto con la Tecnis, che si impegnò a riattivare i cantieri e concluderli con un ulteriore ritardo di sei mesi. I lavori ripresero a metà del 2016, sebbene piuttosto lentamente, e a marzo del 2017 fu varato l'impalcato del viadotto Velino, principale opera rimanente; ma a maggio del 2017 la Tecnis abbandonò del tutto il cantiere, per via dell'entrata dell'azienda nel concordato preventivo, bloccando nuovamente i lavori (che erano giunti al 97,5%).
Solo nell'ottobre del 2019 (dopo oltre due anni di stallo) fu presa la decisione di revocare l'incarico alla Tecnis e di assegnarlo tramite affidamento diretto alla società Ircop, che già dal 2017 lavorava nel lotto confinante (il lotto "conclusivo" di raccordo tra tratto laziale e umbro). Il 13 febbraio 2020 il cantiere è stato consegnato all'impresa e sono ripresi i lavori, con conclusione prevista per agosto 2020; tuttavia il completamento è slittato a causa del lockdown imposto dalla pandemia di COVID-19 e di imprevisti con il viadotto (la lunga esposizione agli agenti atmosferici e alcuni spostamenti anomali hanno richiesto di smontare e rigenerare l'impalcato). Il collaudo del viadotto Velino è stato superato il 10 dicembre mentre l'inaugurazione e apertura al traffico è avvenuta il 22 dicembre 2020 alla presenza del ministro dei trasporti Paola De Micheli, congiuntamente con quella dell'asta principale del lotto di raccordo laziale-umbro.

### Lotto di raccordo tra tratto laziale e umbro (2013 - 2021)
Per connettere il tratto umbro della superstrada, appaltato nel 2005, con quello realizzato in territorio laziale negli anni ottanta, rimaneva un tratto di circa ottocento metri interamente compreso in territorio laziale, compreso tra il confine regionale e l'imbocco nord della galleria Montelungo.
Questo lotto, che prevede anche uno svincolo a servizio di Colli sul Velino, è stato finanziato nel luglio 2013 con 22 milioni di euro grazie ad un emendamento presentato dai deputati Fabio Melilli e Marina Sereni al cosiddetto decreto del fare. Dopo un iniziale parere negativo dovuto all'eccessivo impatto ambientale, il progetto della provincia di Rieti è stato approvato dall'ANAS in conferenza di servizi nel febbraio 2014 e poi di nuovo a novembre; il 30 dicembre 2014 sono stati presentati progetto esecutivo e bando di gara, il 15 luglio 2016 i lavori sono stati appaltati alla società Ircop, con un tempo di completamento stimato in 900 giorni, e il 24 novembre 2017 i lavori sono stati consegnati all'impresa.
L'inaugurazione e apertura al traffico dell'asta principale (cioè della sola carreggiata superstradale, escluse le rampe di immissione/uscita e la viabilità locale) è avvenuta il 22 dicembre 2020 alla presenza del ministro dei trasporti Paola De Micheli, congiuntamente con quella del tratto galleria Valnerina-confine regionale. Tale data ha segnato il definitivo completamento della superstrada, dopo quasi 51 anni dall'approvazione del CIPE e 38 anni dal primo appalto.
Il 30 luglio 2021 sono state completate le rampe di immissione/uscita e delle modifiche alla viabilità locale (svincoli di Piediluco e di Colli sul Velino), mentre il 19 Aprile 2022 la rimozione della rotatoria provvisoria tra la galleria Valnerina e il viadotto Velino ha di fatto sancito la continuità della superstrada come da progetto.

### Problemi in fase di esercizio
In seguito alla loro apertura al traffico, alcune delle opere realizzate nel tratto umbro della superstrada hanno manifestato diversi problemi tecnici.

#### La "galleria dei veleni" e la pioggia al cromo

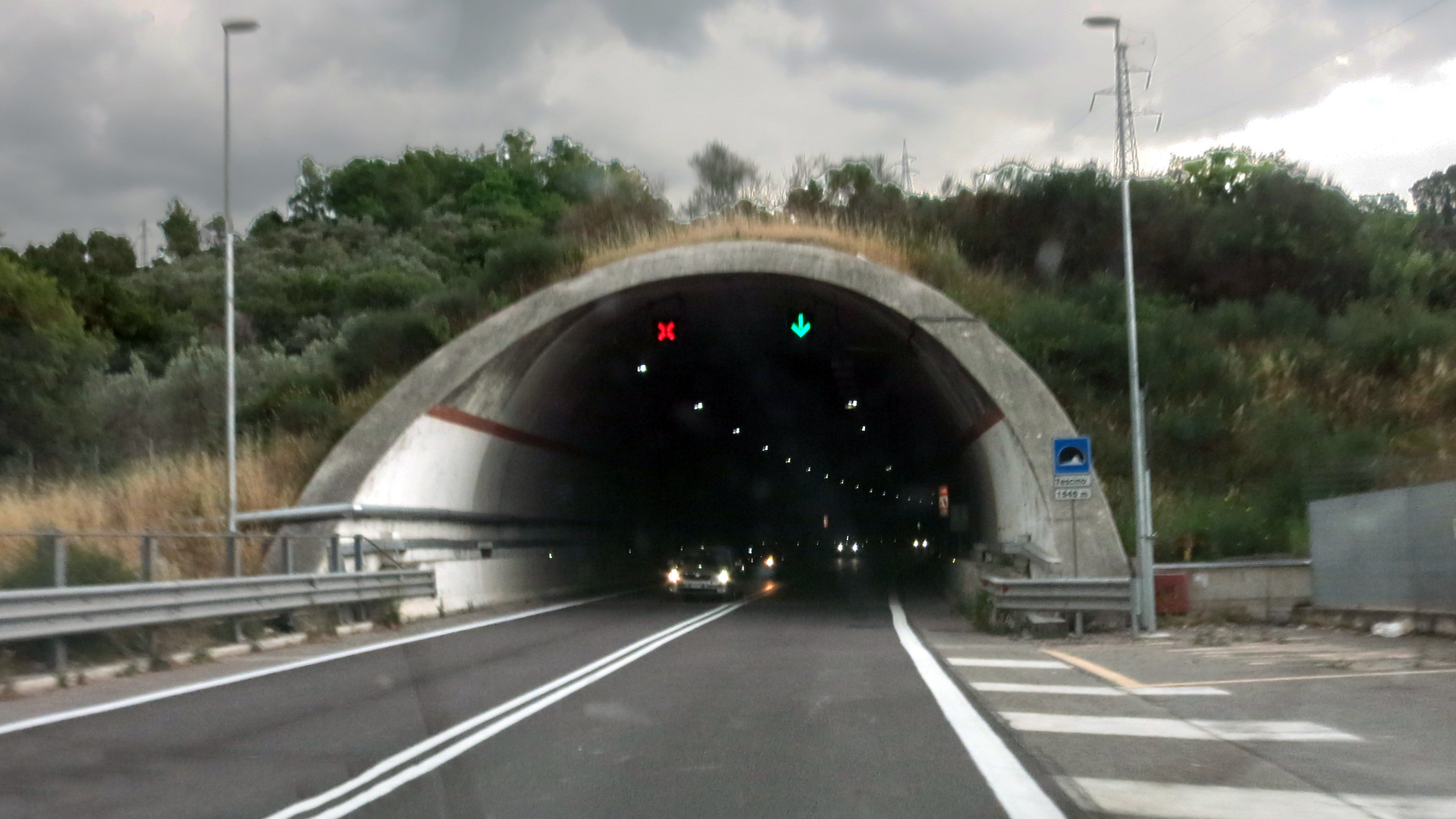
La galleria Tescino

Sul finire del 2013 vennero notate delle copiose infiltrazioni di liquido all'interno della galleria Tescino (inaugurata appena due anni prima); per l'ANAS si sarebbe trattato di semplice acqua, mentre le associazioni ambientaliste ipotizzarono che si trattasse del percolato proveniente dalla sovrastante discarica di residui delle lavorazioni metallurgiche delle acciaierie di Terni, da tempo inclusa tra i siti di interesse nazionale che necessitano di interventi di bonifica. Tra gennaio e febbraio del 2014, l'ANAS eseguì interventi per ripristinare l'impermeabilizzazione della volta della galleria. Ma durante lo svolgimento degli stessi la procura di Terni dispose delle analisi, che confermarono come il liquido che pioveva all'interno del tunnel fosse effettivamente contaminato da metalli pesanti, in particolare cromo esavalente. Contestualmente, emerse il caso di un operaio del cantiere che nel 2009, durante la costruzione del tunnel, entrò a contatto con il liquido riportando un'invalidità permanente. Fu scoperto inoltre che, nel corso dei lavori, il ministero dell'ambiente avrebbe suggerito un cambio di tracciato per non far passare la superstrada sotto la discarica, ma alla raccomandazione non venne dato ascolto. La vicenda ebbe una vasta eco, e le testate nazionali che se ne occuparono soprannominarono il tunnel "galleria dei veleni". Nei mesi successivi l'ANAS eseguì nuovi lavori che fecero cessare le infiltrazioni, con l'installazione sulla volta di un rivestimento a tenuta stagna che raccoglie il liquido inquinato. Il processo penale si concluse invece con la prescrizione del reato.

#### Il cedimento nel viadotto San Carlo

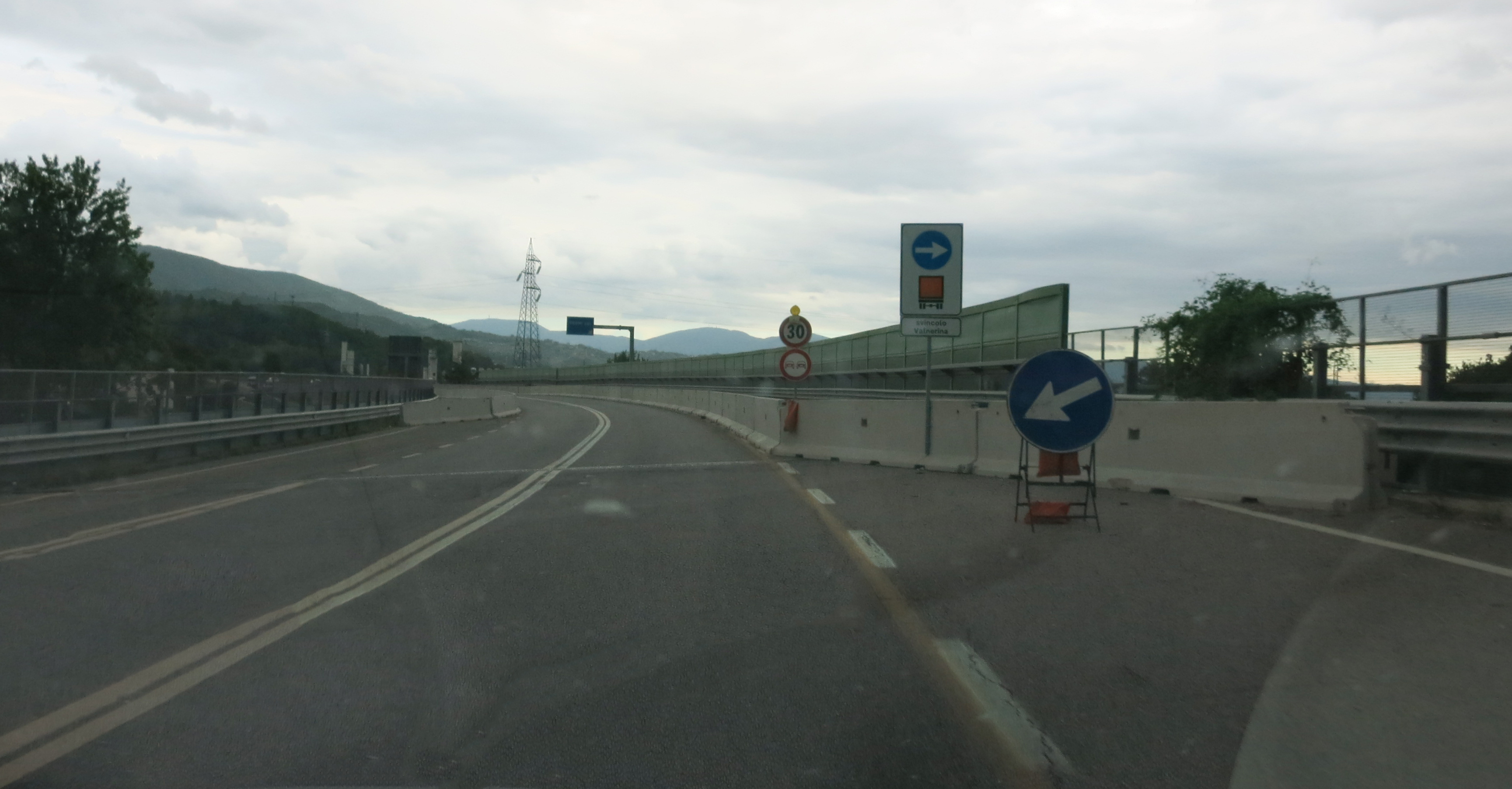
Il viadotto San Carlo ristretto in seguito al cedimento

Il 20 dicembre 2017, a causa di alcune spaccature improvvisamente apertesi nell'asfalto sul viadotto San Carlo (inaugurato sei anni prima), venne chiuso al traffico prima l'intero tratto Valnerina-Terni, poi il solo svincolo Terni Est, per timore di un cedimento del viadotto. Sul fatto, la procura di Terni aprì un'inchiesta per verificare la qualità dei materiali usati. Dopo aver eseguito la messa in sicurezza del viadotto, il 28 aprile 2018 l'ANAS riaprì lo svincolo, sebbene con la larghezza del viadotto ristretta da barriere jersey; da allora sono in corso di progettazione gli ulteriori interventi per risolvere definitivamente le origini del dissesto ed eliminare i jersey, che al 2020 non sono ancora stati avviati.

#### Il cedimento nella galleria Valnerina
Il 7 febbraio 2018 i tecnici dell'ANAS riscontrarono nella galleria Valnerina (inaugurata quattro anni prima) il cedimento di alcuni dei tiranti che sostengono il solaio del tunnel (che si trova sopra la carreggiata e inoltre ospita le condotte di aerazione e la via di fuga in caso di emergenza), con un conseguente, notevole abbassamento della soletta. La galleria venne immediatamente chiusa, con grave disagio per il traffico, e puntellata con delle travi metalliche nel tratto interessato dal cedimento. In seguito agli accertamenti, emerse che il problema è stato causato da un'errata esecuzione dei lavori, e in particolare dall'insufficiente quantità di resina impiegata per incollare i tiranti alla calotta. Nei mesi seguenti, l'ANAS installò degli estensimetri e redasse il progetto per adeguare tutti i tiranti (con un costo previsto di circa un milione di euro). In seguito a pressioni per la riapertura della galleria, venne deciso di eseguire i lavori senza interdire il traffico, e il 19 luglio 2018 la galleria venne riaperta dopo sei mesi di chiusura, sebbene con l'imposizione di un divieto di transito ai mezzi che trasportano merci pericolose e di un limite di velocità di 50 km/h. Al 2022 i lavori sono stati conclusi.

## Percorso

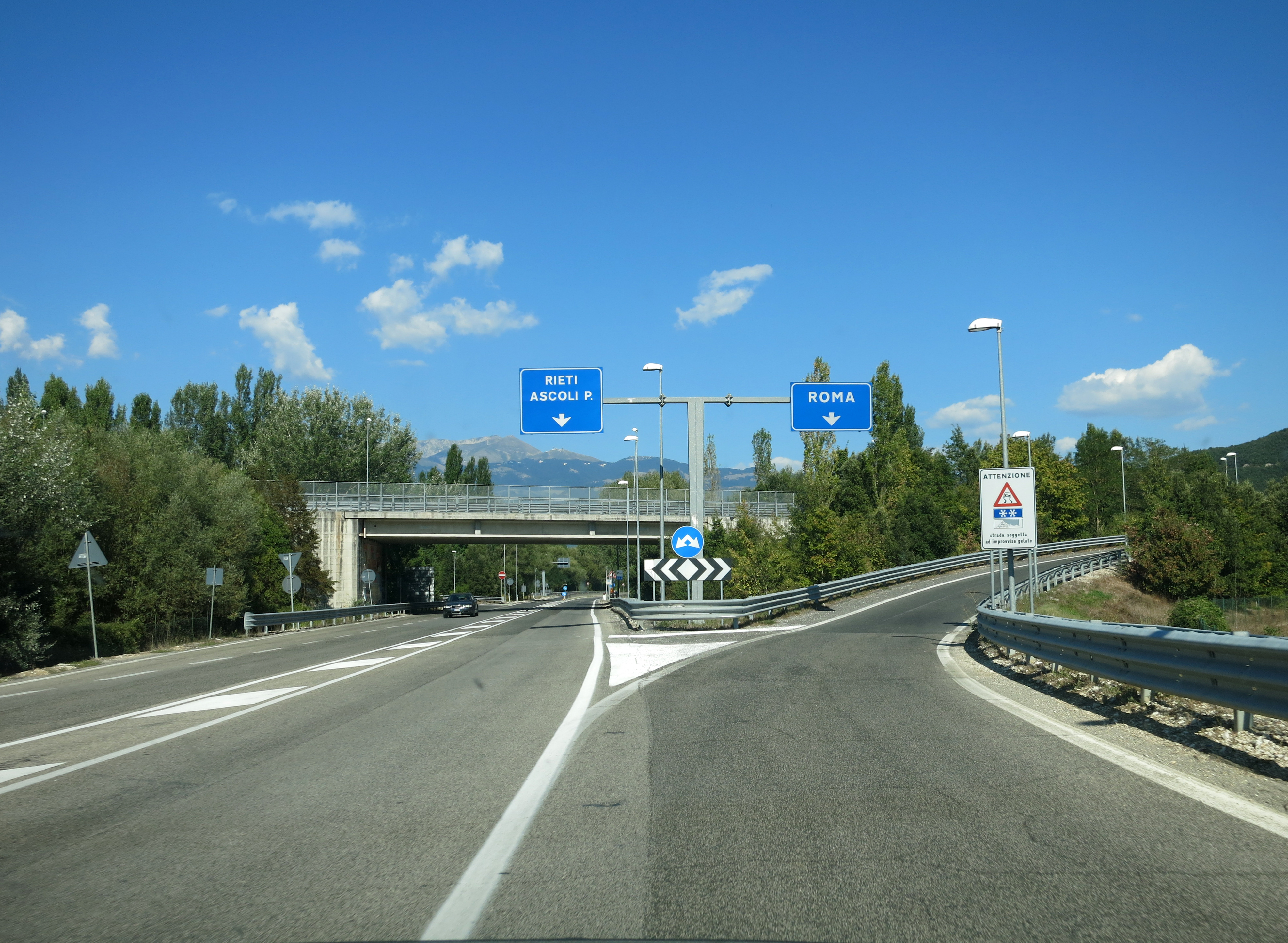
Il punto dove finisce la superstrada Terni-Rieti, con l'innesto sulla statale 4 Via Salaria.
A sinistra, dove inizia lo spartitraffico e il tratto a doppia carreggiata, la Salaria in direzione Ascoli Piceno; a destra, la rampa per accedere alla Salaria in direzione Roma (galleria Colle Giardino); alle spalle di chi fotografa, la statale 79 in direzione Terni. In corrispondenza del cavalcavia finisce la Ternana e comincia la Salaria in direzione Ascoli, senza alcuna soluzione di continuità.

Il percorso inizia a sud-ovest di Rieti sul tracciato della SS 4 Roma-Ascoli Piceno. A differenza della vecchia Ternana, che ha inizio a Nord della città, la superstrada per i primi chilometri si dirige ad Ovest, procedendo con un andamento rettilineo sul bordo della Piana Reatina e toccando Contigliano, ricalcando il tracciato della ferrovia Terni-Sulmona. Nei chilometri successivi il percorso piega in direzione Nord e si incontra una prima galleria, lo svincolo di Greccio e successivamente la galleria di Montelungo (oltre 2 km). Subito dopo l'uscita ancora una piccola galleria artificiale, lo svincolo di Colli sul Velino e poco più avanti quello di Piediluco-Marmore. Superato il fiume Velino e la ferrovia tramite un lungo viadotto il percorso entra di nuovo nella galleria Valnerina (quasi 4 km) la più lunga del tracciato, che supera la zona di Marmore e Papigno. 
Subito dopo l'uscita della galleria (km 18) il tracciato attraversa il ponte delle Marmore (300 metri), una piccola galleria artificiale e lo svincolo Valnerina, arrivando a ridosso dell'abitato di Terni, dove tramite la galleria Tescino (1,5 km) superato lo svincolo Terni Est si innesta sulla SS 675.
A Terni est costituisce, in pratica, una tangenziale sud per la città di Terni che collega la città e la zona industriale delle acciaierie attraverso due rotatorie.
Il tracciato pone in collegamento diretto le tre valli più meridionali della regione Umbria: quella del torrente Tescino, quella del fiume Nera e quella del fiume Velino.

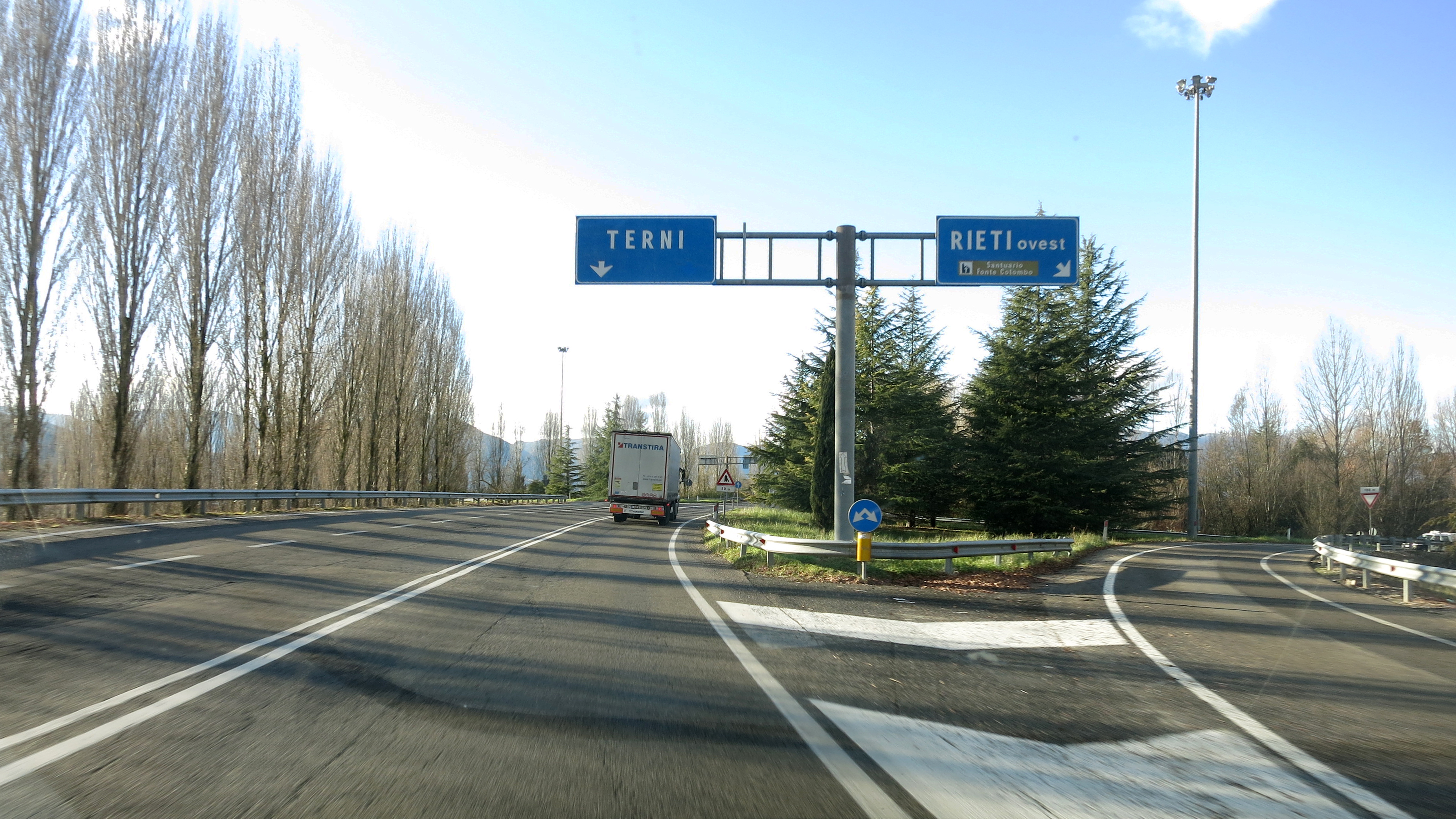
Lo svincolo di Rieti Ovest

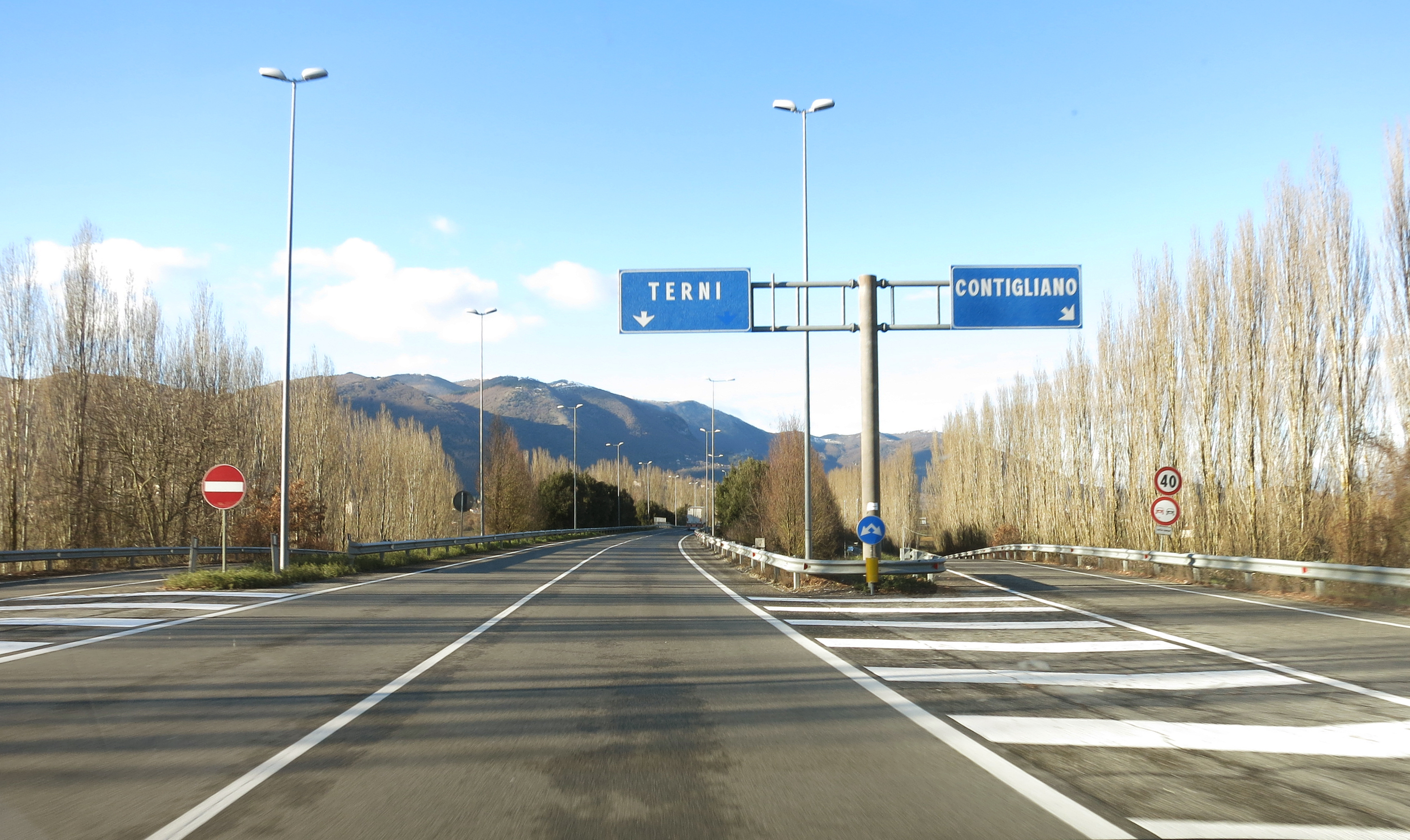
Lo svincolo di Contigliano

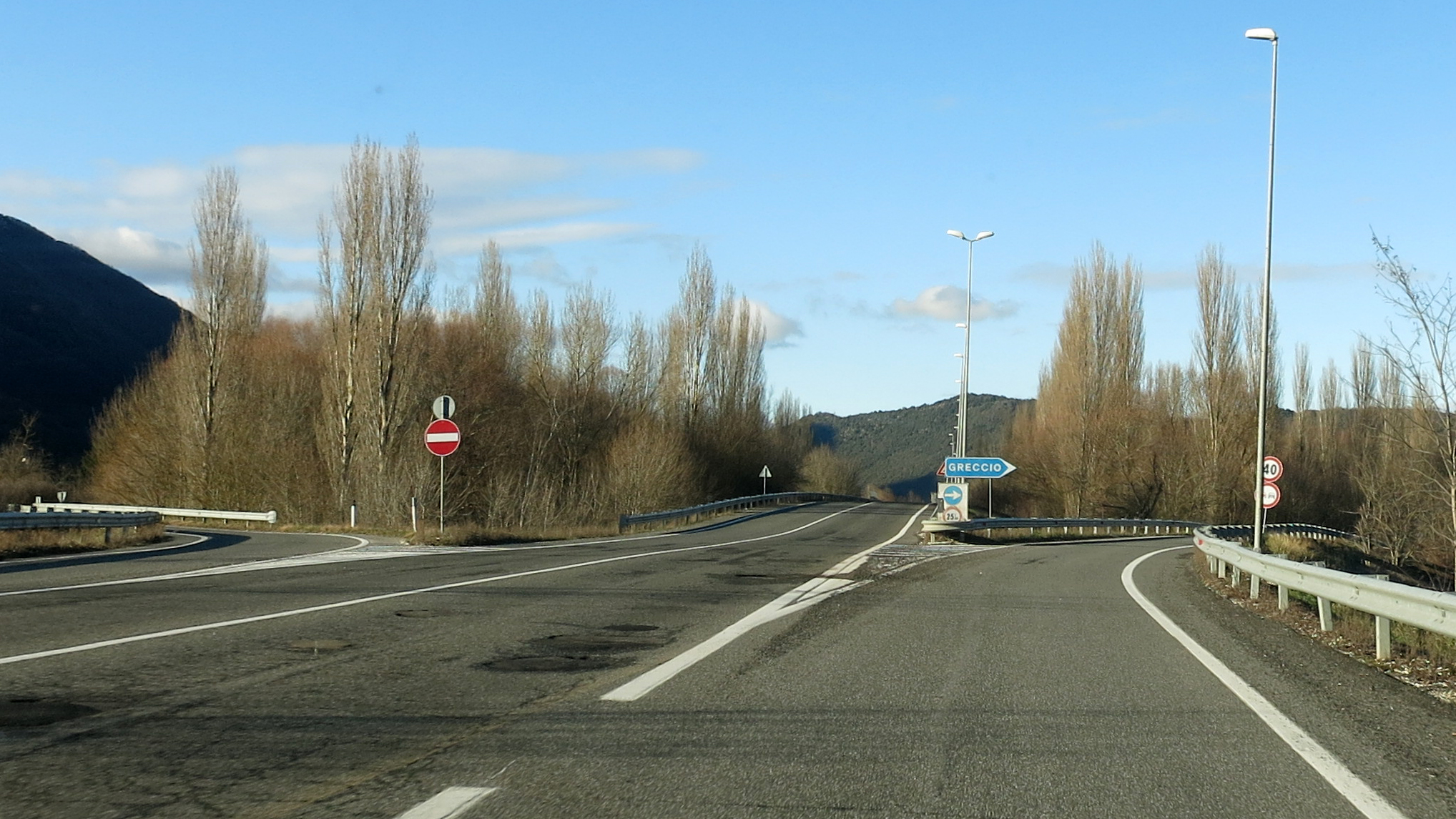
Lo svincolo di Greccio

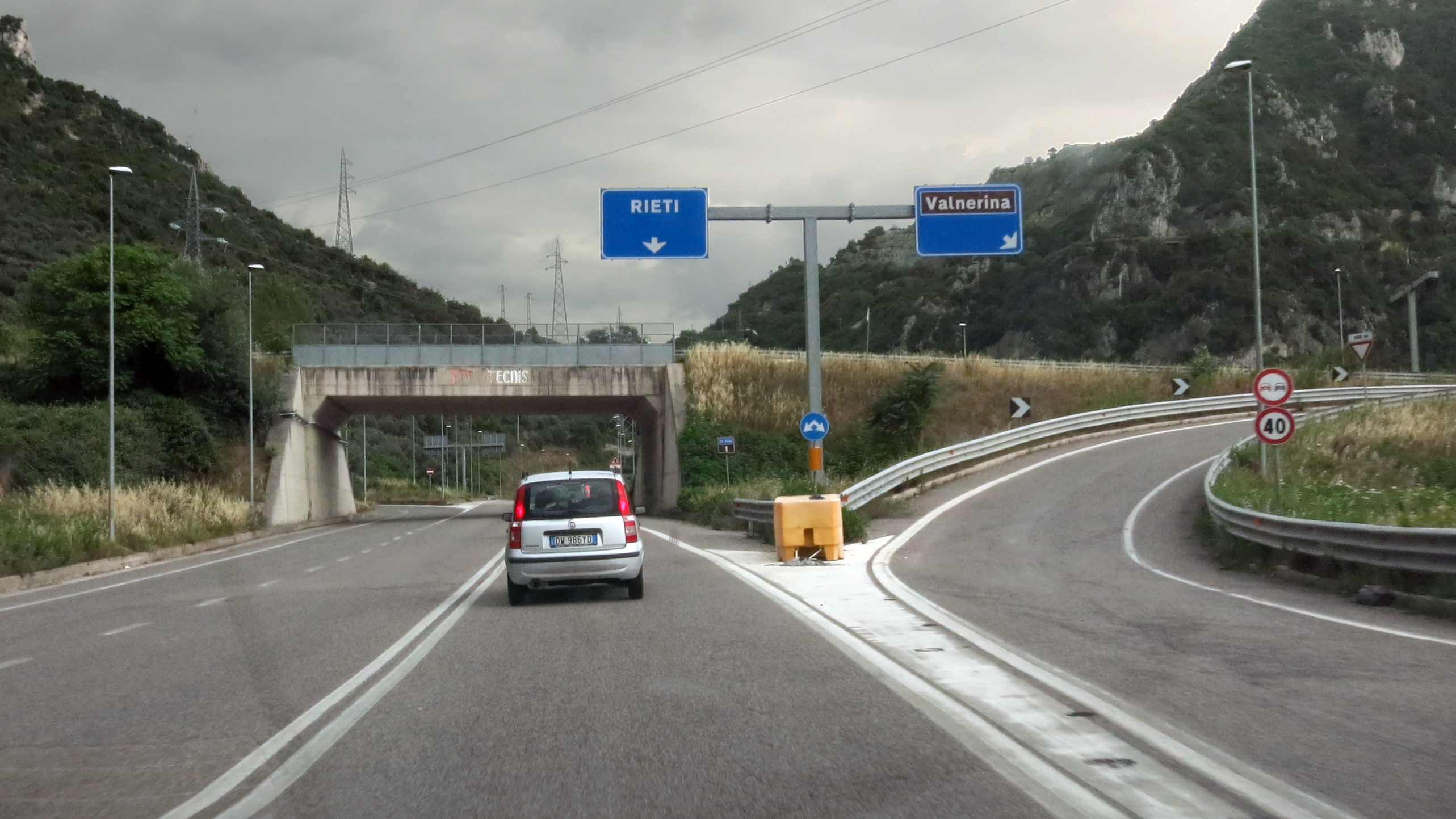
Lo svincolo Valnerina

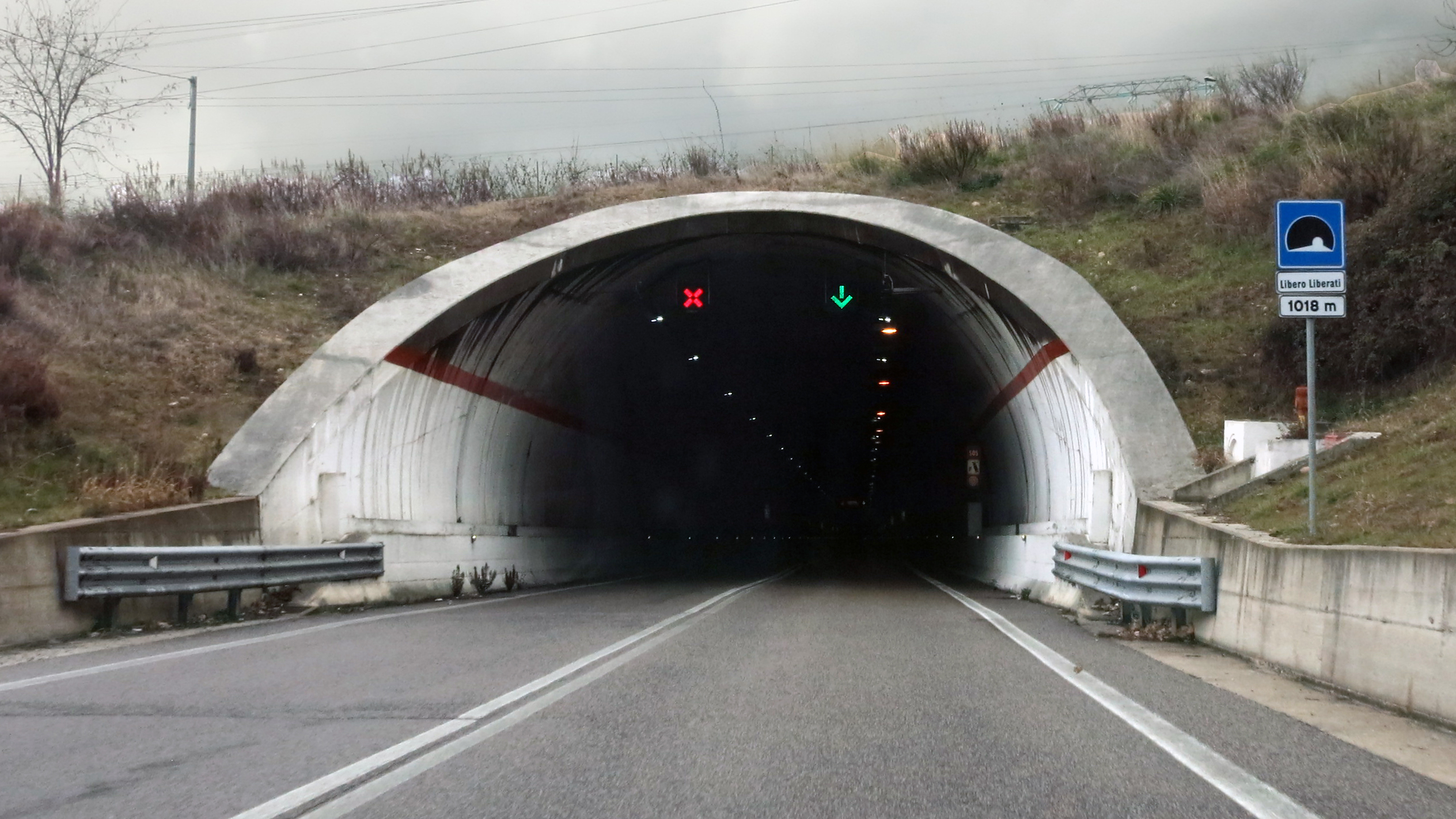
La galleria Libero Liberati nella rampa d'accesso allo svincolo Valnerina

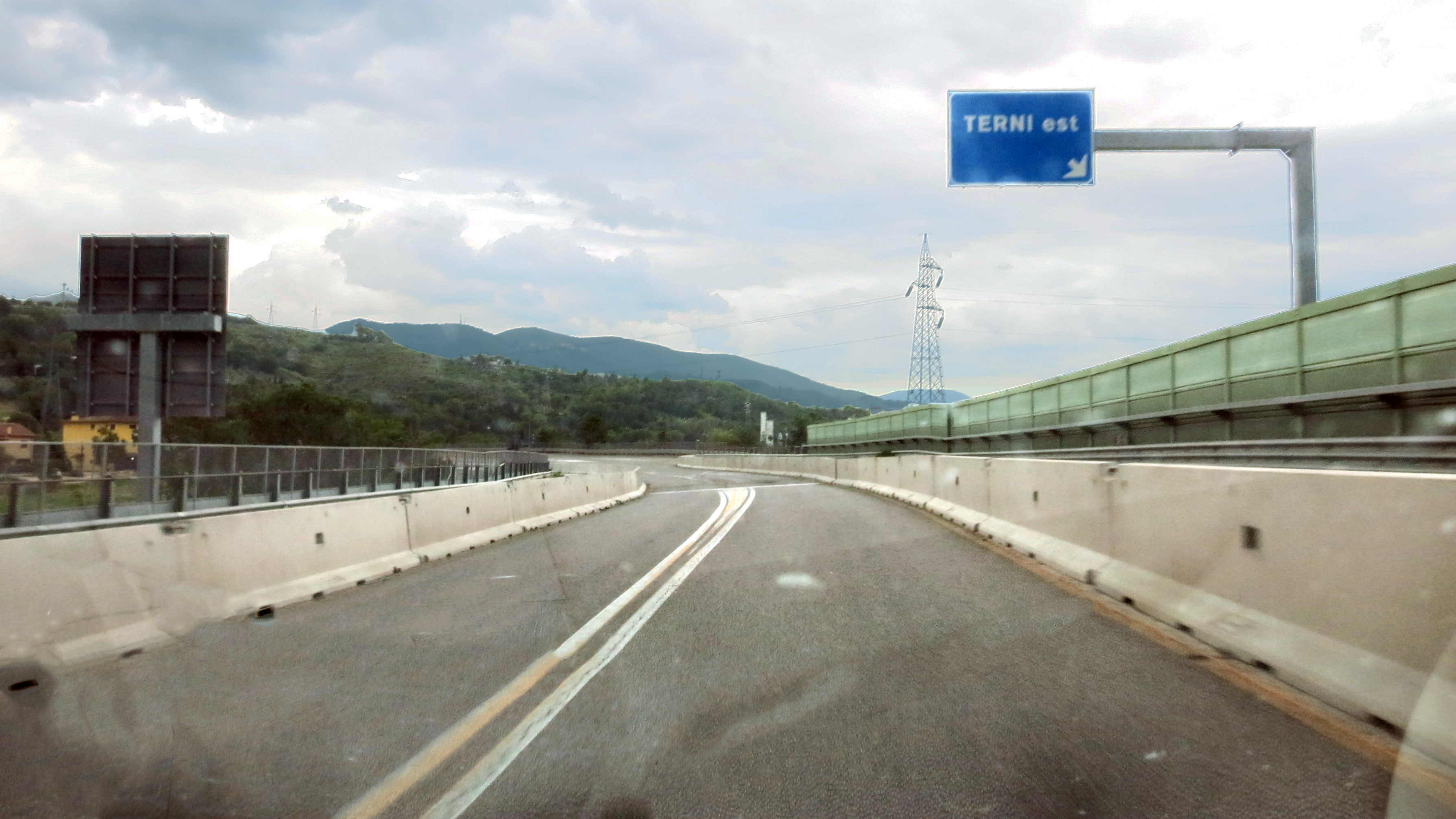
Lo svincolo di Terni Est

| SS 79 e 79 bis Strada Statale Ternana | |        |            |                  |                                                           |
| Tipo                                  | Indicazione | ↓ km ↓ | Provi ncia | Classifi cazione | Stato dell'opera                                          |
|                                       | Confluenza nella Salaria Ascoli Piceno L'Aquila Valle del Salto/Avezzano                                                   | 0      | RI         | SS 79            | Aperta al traffico aprile 1995                            |
|                                       | Salaria Roma (via galleria Colle Giardino)                                                                                 | 0,1    | RI         | SS 79            | Aperta al traffico aprile 1995                            |
|                                       | Rieti Ovest Santuario di Fonte Colombo · S. Elia · Piani Poggio Fidoni                                                     | 0,8    | RI         | SS 79            | Aperta al traffico aprile 1995                            |
|                                       | Viadotto Tancia (363 m) sulla ferrovia Terni-L'Aquila e sulla SP 46 Tancia                                                 | 1      | RI         | SS 79            | Aperta al traffico aprile 1995                            |
|                                       | Stazione di rifornimento - Bar (direzione Terni)                                                                           | 2      | RI         | SS 79            | Aperta al traffico aprile 1995                            |
|                                       | Viadotto sul fosso Formone (25 m)                                                                                          | 4,3    | RI         | SS 79            | Aperta al traffico aprile 1995                            |
|                                       | Contigliano di Fontecerro - Cottanello · Via Tancia - Poggio Mirteto, Monte S. Giovanni                                    | 5,3    | RI         | SS 79            | Aperta al traffico aprile 1995                            |
|                                       | Stazione di rifornimento - Bar - Area camper (Direzione Rieti)                                                             | 6,6    | RI         | SS 79            | Aperta al traffico aprile 1995                            |
|                                       | Galleria Terria (285 m) | 8,9    | RI         | SS 79            | Aperta al traffico aprile 1995                            |
|                                       | Stazione di rifornimento (direzione Terni)                                                                                 | 9,4    | RI         | SS 79            | Aperta al traffico aprile 1995                            |
|                                       | Greccio Santuario francescano di Greccio · Montisola · Reopasto                                                            | 12,6   | RI         | SS 79            | Aperta al traffico aprile 1995                            |
|                                       | Galleria Montelungo (2116 m)                                                                                               | 15,7   | RI         | SS 79            | Aperta al traffico aprile 1995                            |
|                                       | Colli sul Velino (solo direz. Rieti) Lago di Ventina Labro Leonessa                                                        | 17,9   | RI         | SS 79            | Aperta al traffico dicembre 2020 e completata luglio 2021 |
|                                       | Galleria Artificiale Ventina (85 m)                                                                                        | 18,1   | RI         | SS 79            | Aperta al traffico dicembre 2020 e completata luglio 2021 |
|                                       | confine Lazio - Umbria | 18,410 |            | SS 79            | Aperta al traffico dicembre 2020 e completata luglio 2021 |
|                                       | Colli sul Velino (solo direz. Terni)                                                                                       | 18,430 | TR         | SS 79            | Aperta al traffico dicembre 2020 e completata luglio 2021 |
|                                       | Marmore - Piediluco Cascata delle Marmore, belvedere superiore Lago di Piediluco Poggio Bustone                            | 20,100 | TR         | SS 79            | Aperta al traffico dicembre 2020 e completata luglio 2021 |
|                                       | Viadotto Velino (510 m) sul fiume Velino e sulla Ferrovia Terni-Sulmona                                                    | 20,180 | TR         | SS 79            | Aperta al traffico dicembre 2020 e completata luglio 2021 |
|                                       | Galleria Valnerina (3694 m)                                                                                                | 21,090 | TR         | SS 79 bis        | Aperta al traffico dicembre 2013                          |
|                                       | Ponte delle Marmore (300 m)                                                                                                | 24,780 | TR         | SS 79 bis        | Aperta al traffico dicembre 2013                          |
|                                       | Ponte della Valnerina (40 m)                                                                                               | 25,110 | TR         | SS 79 bis        | Aperta al traffico dicembre 2013                          |
|                                       | Galleria artificiale Valnerina (92 m)                                                                                      | 25,138 | TR         | SS 79 bis        | Aperta al traffico dicembre 2013                          |
|                                       | Valnerina SR 209 Valnerina - Norcia, Visso Cascata delle Marmore, belvedere inferiore ThyssenKrupp - Acciai Speciali Terni | 25,4   | TR         | SS 79 bis        | Aperta al traffico luglio 2011                            |
|                                       | Galleria Tescino (1545 m)                                                                                                  | 25,260 | TR         | SS 79 bis        | Aperta al traffico luglio 2011                            |
|                                       | Viadotto Prisciano (126 m)                                                                                                 | 27,910 | TR         | SS 79 bis        | Aperta al traffico luglio 2011                            |
|                                       | Viadotto Tescino (90 m) | 28,190 | TR         | SS 79 bis        | Aperta al traffico luglio 2011                            |
|                                       | Terni Est | 28,2   | TR         | SS 79 bis        | Aperta al traffico luglio 2011                            |
|                                       | Viadotto San Carlo (90 m)                                                                                                  | 28,480 | TR         | SS 79 bis        | Aperta al traffico luglio 2011                            |
|                                       | SS3 Flaminia - Spoleto | 28.6   | TR         | SS 79 bis        | Aperta al traffico luglio 2011                            |
|                                       | Confluenza nella Umbro-Laziale A1 - Firenze · E45 - Perugia, Ravenna · Terni Nord · Stadio Liberati                        | 29     | TR         | SS 79 bis        | Aperta al traffico luglio 2011                            |

### Volume di traffico
Nel 2009, al km 12+600, era percorsa mediamente da 4486 veicoli al giorno, di cui l'11% di mezzi pesanti.
| km             | Tratto              | Mezzi leggeri | Mezzi pesanti | Anno |
| -------------- | ------------------- | ------------- | ------------- | ---- |
| 7,2 (SS79)     | Contigliano-Greccio | 5810          | 460           | 2017 |
| 1,0 (SS79 bis) | Valnerina-Terni Est | 6759          | 651           | 2019 |

## Tracciato storico (SR 79)

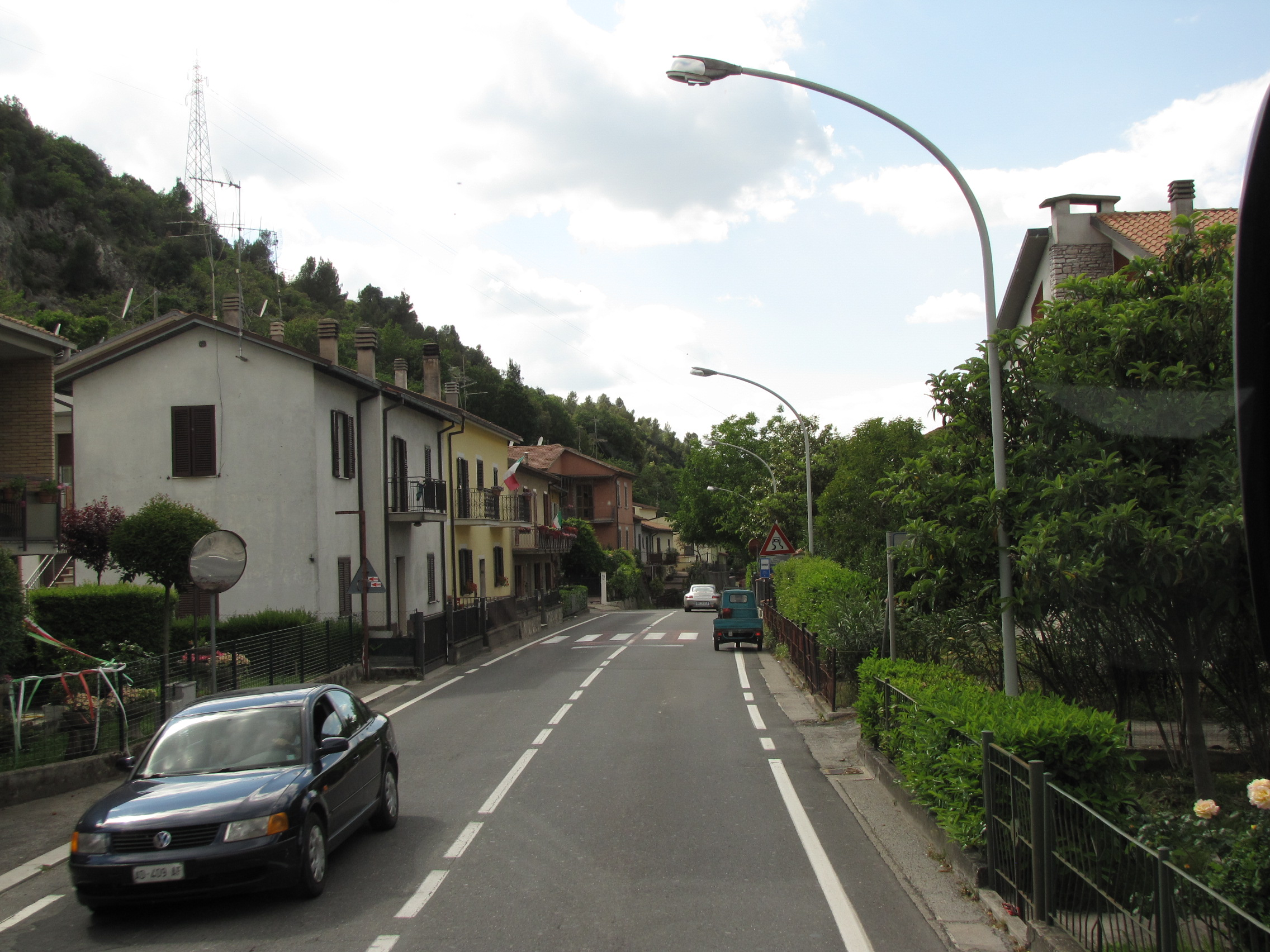
La vecchia Ternana attraversa Marmore

La strada inizia nel comune di San Gemini, dalla ex strada statale 3 ter di Narni e San Gemini. Dopo San Gemini entra in comune di Terni, attraversandolo praticamente tutta, da nord-ovest a sud-est, e salendo dal quartiere Campomicciolo verso Marmore e Piediluco, dove si trova il lago omonimo. Entra quindi nel Lazio nel territorio comunale di Labro e di Colli sul Velino; dopo diversi chilometri la strada termina entrando in Rieti, nella parte nord della città (è una delle Quattro Strade che si incrociano nel quartiere omonimo).
Il tratto dal km 35 al 42, tra Quattro Strade e Colli sul Velino, era uno dei cento punti con la maggiore incidentalità dell'intera rete stradale italiana.
Dal 2001, in base al decreto legislativo n. 112 del 1998, la gestione del tratto San Gemini-Terni è passata dall'ANAS alla Regione Umbria, che ha ulteriormente devoluto le competenze alla Provincia di Terni.